# 6月1日
6月1日（ろくがつついたち）は、グレゴリオ暦で年始から152日目（閏年では153日目）にあたり、年末まであと213日ある。

## できごと

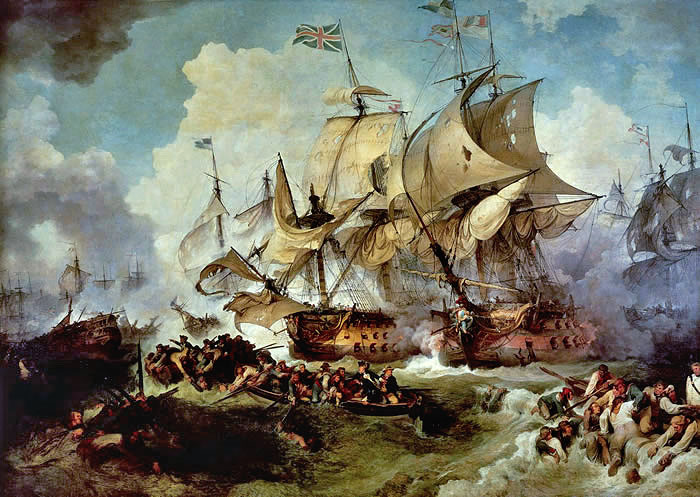
フランス革命戦争最大の海戦、栄光の6月1日(1794)

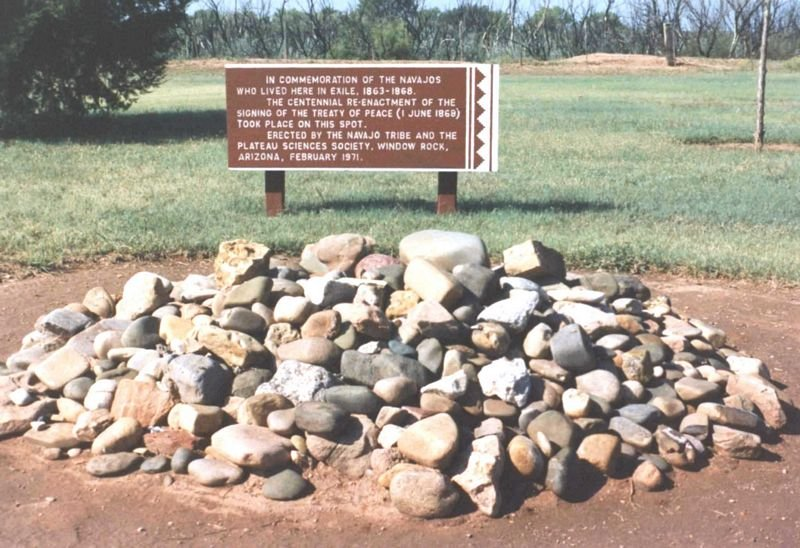
ボスケ・レドンド条約締結(1868)、ナバホ族は元の土地へ。画像は署名の地。

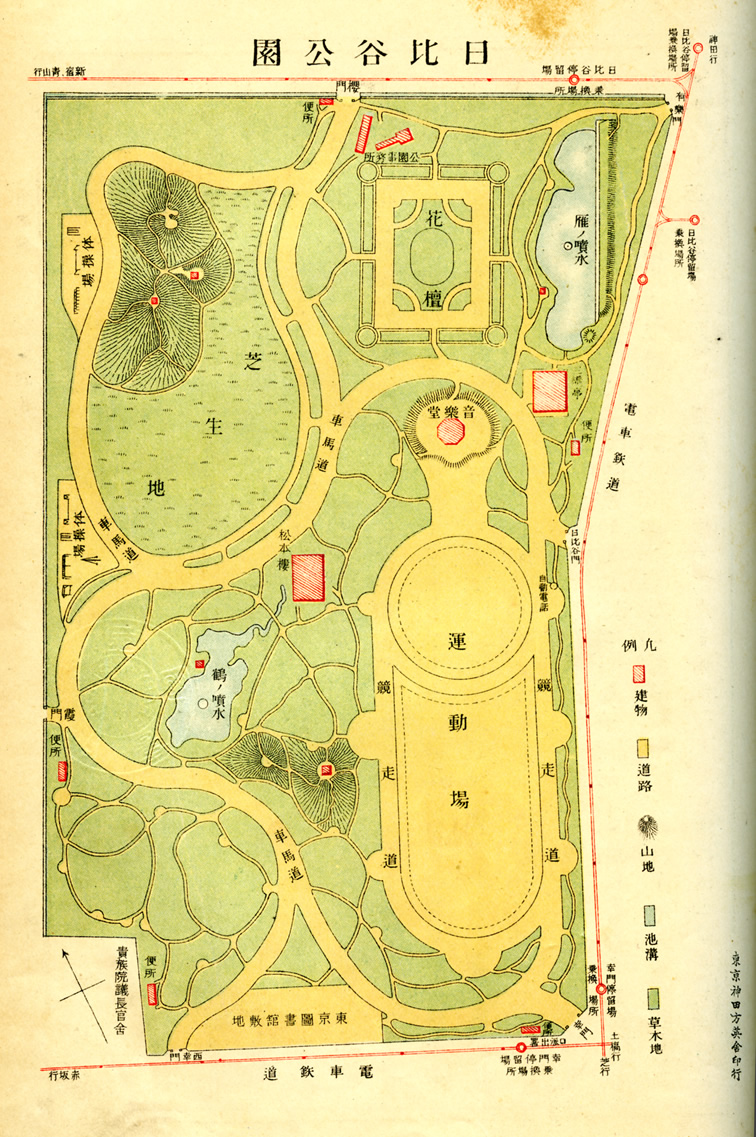
日比谷公園開園(1903)。画像は1907年の『東京案内』

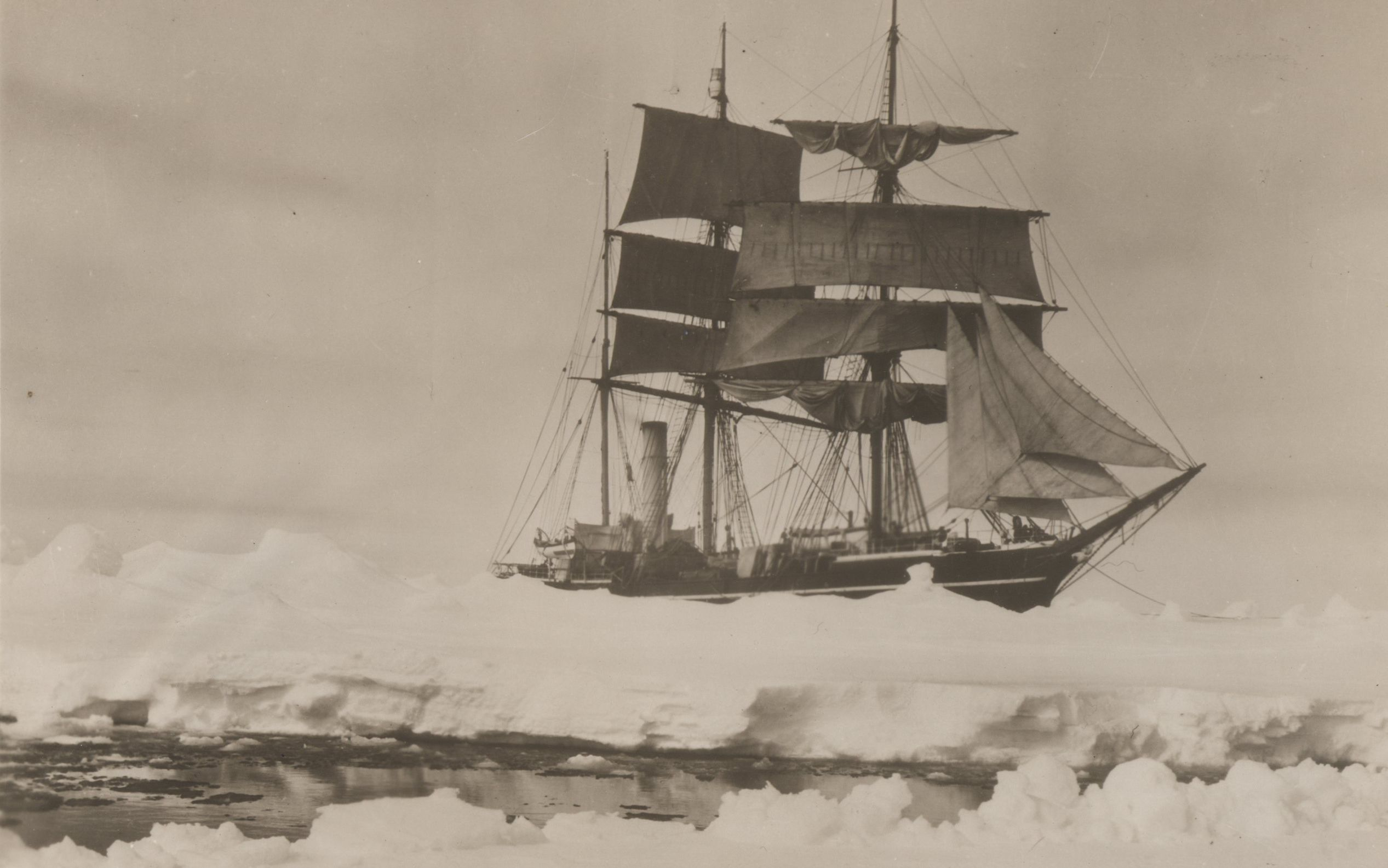
ロバート・スコットの南極探検隊が出発(1910)。画像は隊の船テラ・ノヴァ号。

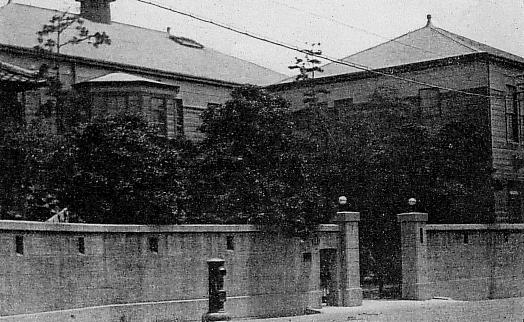
立憲民政党結成(1927)。戦前の二大政党制の片翼となる。画像は本部。

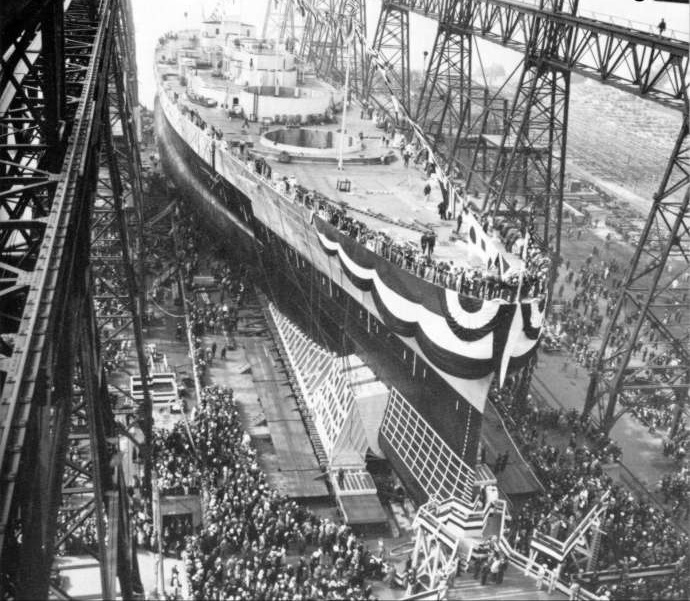
米海軍の戦艦ワシントン進水(1940)

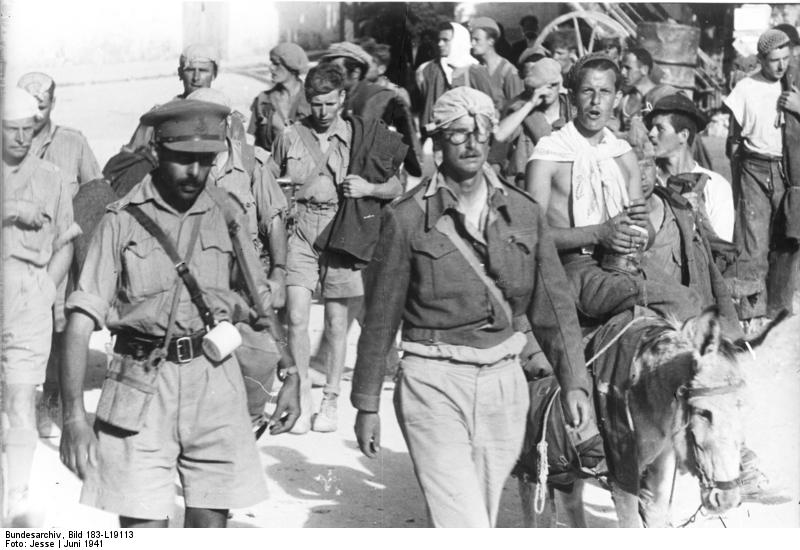
クレタ島の戦い終結(1941)。画像は降伏するイギリス兵。

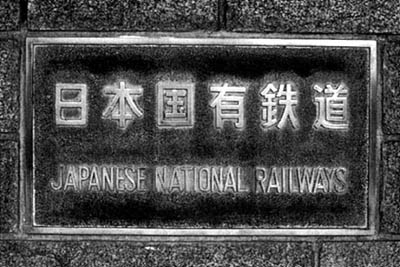
日本国有鉄道発足(1949)

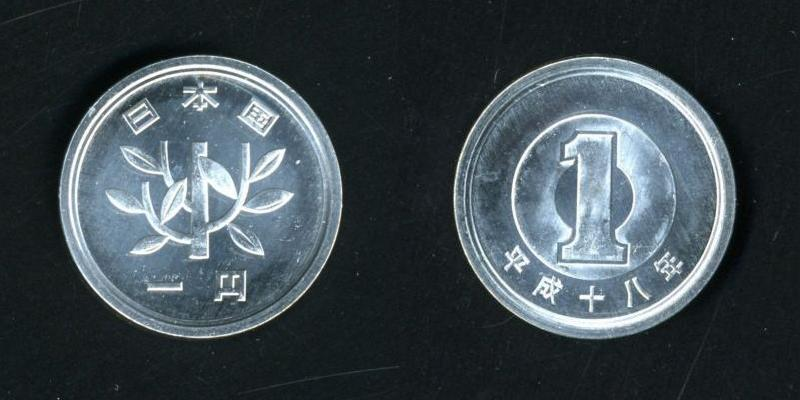
現行の一円硬貨発行(1955)

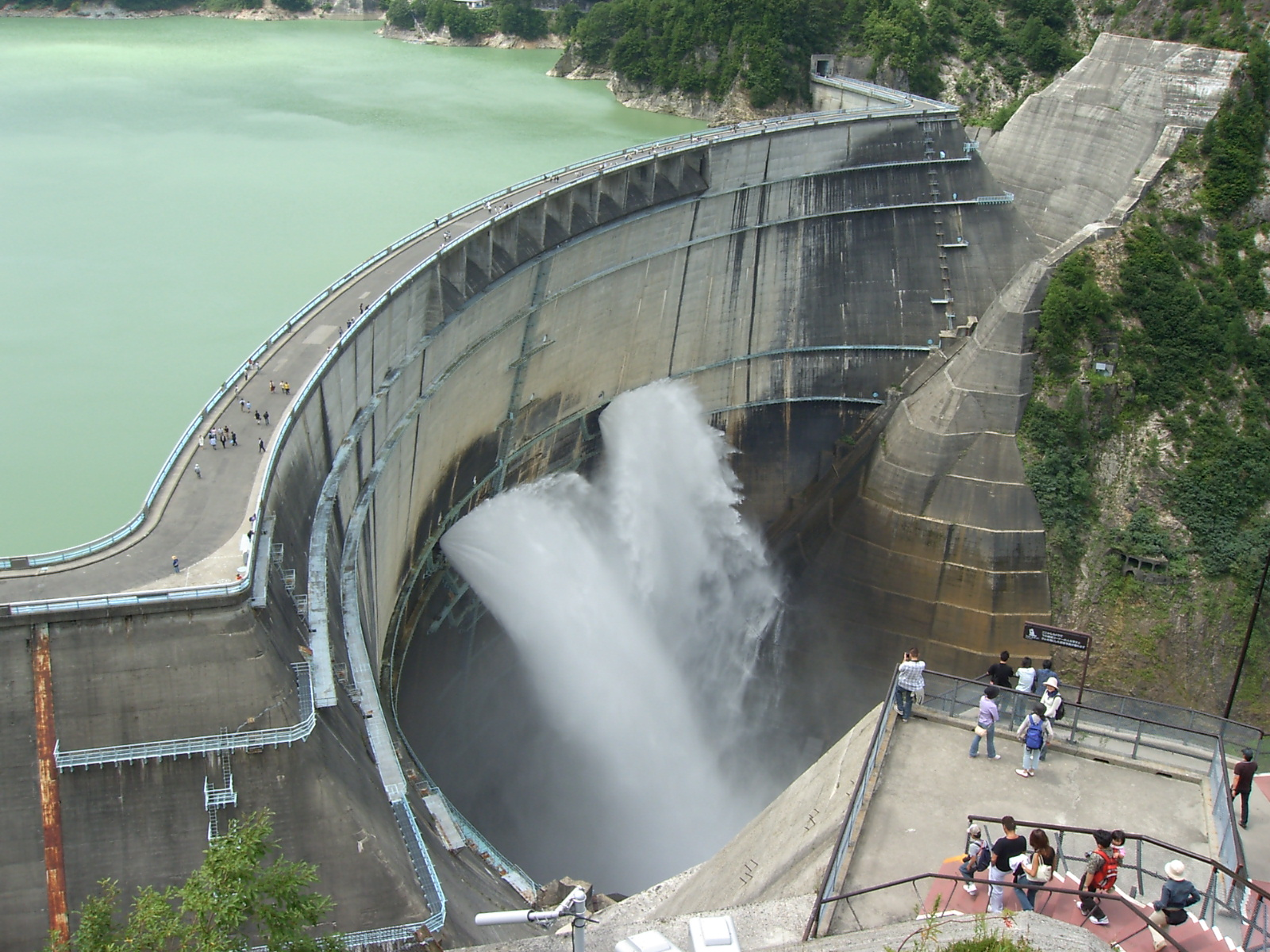
立山黒部アルペンルート全通(1971)。画像はルート上にある黒部ダム。

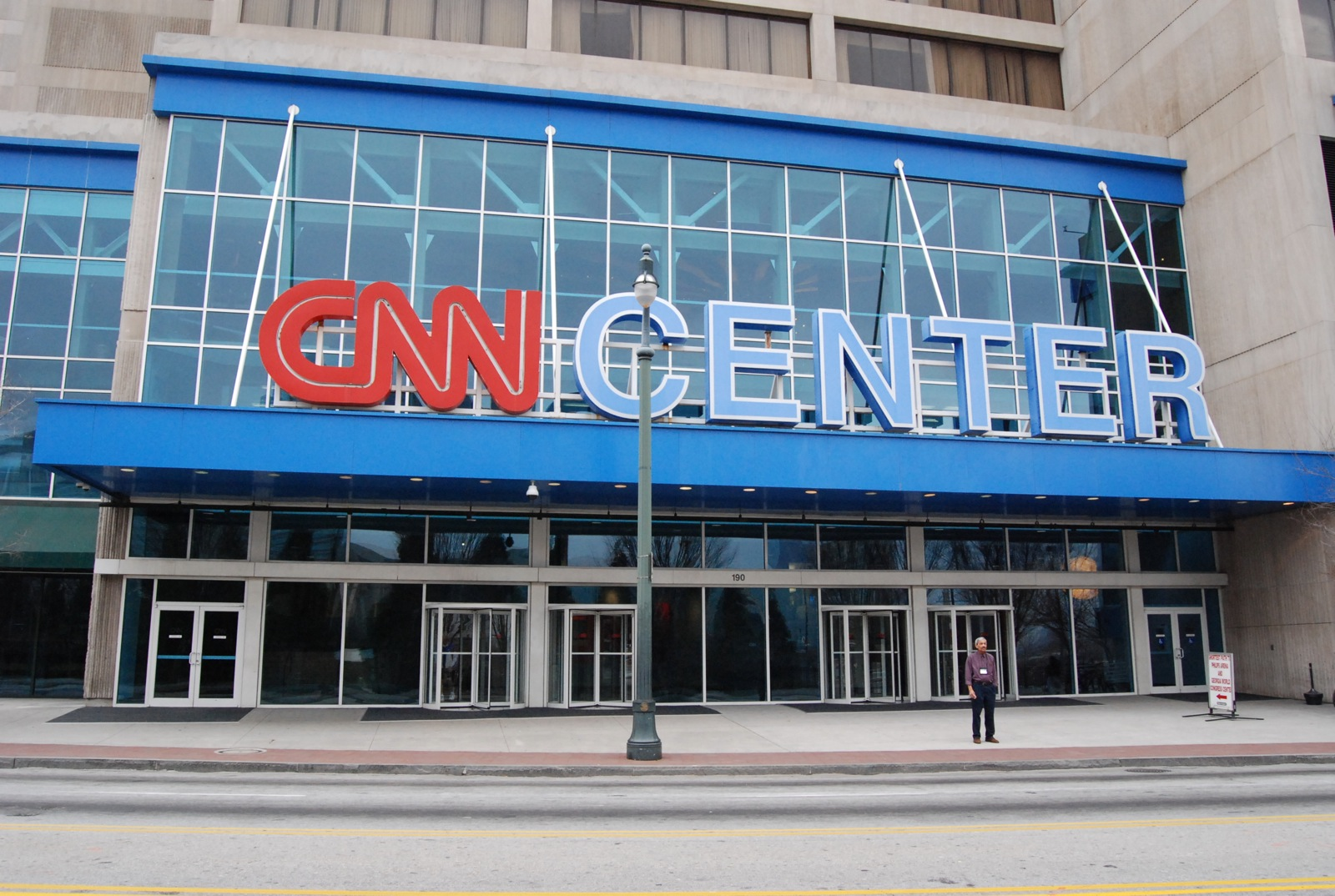
アメリカ合衆国のニュース専門放送局CNN開局(1980)

高齢運転者標識義務化(2008)

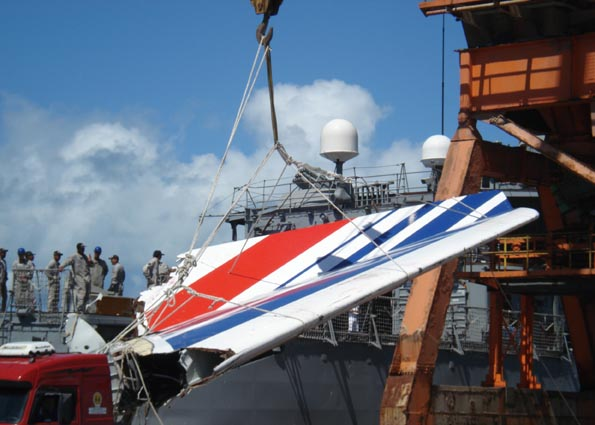
エールフランス447便墜落事故(2009)

- 193年 - ローマ皇帝ディディウス・ユリアヌスが元老院の決定により処刑される。
- 907年（天祐4年/開平元年4月18日） - 朱全忠が唐の哀帝に禅譲させて皇帝に即位。唐の滅亡。
- 1533年 - アン・ブーリンがイングランド王ヘンリー8世の正式な王妃となる。
- 1533年 - ペドロ・デ・エレディア（英語版）がカルタヘナ・デ・インディアスを建設。
- 1569年（永禄12年5月17日） - 今川氏真が掛川城を開城して伊豆へと落ち延びる。戦国大名としての今川氏の滅亡。
- 1615年（慶長20年5月5日） - 大坂夏の陣: 徳川家康が京都・二条城を出陣。
- 1660年 - メアリ・ダイアーがクエーカー教禁止令によりボストンで絞首刑。北米大陸最後の殉教者。
- 1670年（ユリウス暦5月22日） - イングランド王チャールズ2世とフランス王ルイ14世がドーヴァーの密約を締結。
- 1792年 - バージニア州の旧ケンタッキー郡がバージニア州から分離して、アメリカ合衆国15番目の州・ケンタッキー州となる。
- 1794年 - 栄光の6月1日。フランス革命戦争における最初にして最大の海戦。
- 1796年 - 南西部領土が州に昇格して、アメリカ合衆国16番目の州・テネシー州となる。
- 1812年 - 米英戦争: ジェームズ・マディソン米大統領の演説の後、議会でイギリスへの宣戦布告の可否を問う投票が行われ、上下院ともに可決。18日に開戦[1]。（米英戦争の原因）
- 1823年（文政6年4月22日） - 千代田の刃傷。
- 1831年 - イギリスの探検家ジェイムズ・クラーク・ロスが北磁極に到達。
- 1855年 - ウィリアム・ウォーカーが57人の部下を従えてニカラグアに上陸。
- 1857年 - シャルル・ボードレールの詩集『悪の華』が月刊誌『両世界評論』に掲載開始。
- 1868年 - アメリカ合衆国とナバホ族指導者がボスケ・レドンド条約を締結。アリゾナとニューメキシコに移住させられていたナバホ族が元の土地に戻る。
- 1870年 - メアリー・E・キダーが、横浜の宗興寺にあるヘボン施療所で私塾を開講。フェリス女学院の前身となる[2]。
- 1875年 - 東京気象台が設置される。
- 1878年 - 東京証券取引所の前身である東京株式取引所が営業を開始[3]。
- 1879年 - ナポレオン・ウジェーヌ・ルイ・ボナパルト（ナポレオン4世）がズールー戦争で戦死。ナポレオン3世の直系が途絶える。
- 1884年 - 日本初の天気予報が出され警察署・派出所に掲示。
- 1886年 - アメリカ合衆国南部の鉄道線路11,000マイルが、2日間の工事で5フィート（1,524mm）軌間から標準軌（4フィート8.5インチ＝1,435mm）に改軌。
- 1888年 - 帝大気象台と海軍観象台の天文部門を合併して東京大学に移管し、麻布飯倉に東京天文台を創設。
- 1890年 - アメリカ合衆国国勢調査局が国勢調査の集計にハーマン・ホレリスのタビュレーティングマシン（パンチカードシステム）を使用開始。
- 1897年 - 福岡県八幡村に官営製鐵所が開庁。
- 1903年 - 日比谷公園が開園。
- 1910年 - 幸徳事件（大逆事件）: 幸徳秋水が逮捕される。
- 1910年 - ロバート・スコットを隊長とするイギリスの南極探検隊が南極点を目指し出発。
- 1918年 - 第一次世界大戦: ベロー・ウッドの戦い（英語版）が始まる。
- 1918年 - 板東俘虜収容所にてベートーヴェンの交響曲第9番が日本初演[4]。
- 1927年 - 憲政会と政友本党が合同し、立憲民政党が成立する。
- 1933年 - 群馬県高崎市で納豆を原因とした集団食中毒が発生。住民約300人が中毒症状を起こし、6人が死亡した[5]。
- 1935年 - 日本放送協会（NHK）が海外向けラジオ放送（後のNHKワールド・ラジオ日本）を開始。
- 1936年 - NHKで国民歌謡の放送開始。
- 1940年 - アメリカ海軍の戦艦「ワシントン」が進水。
- 1940年 - 日本で配給切符制度が本格化。以降、米、味噌、醤油、塩、マッチ、砂糖、木炭など生活必需品10品目について自由な売買に制限が加えられた[6]。
- 1941年 - 第二次世界大戦: クレタ島の戦い（メルクール作戦）が、ドイツ軍のクレタ島全島占拠により終結。
- 1943年 - BOAC777便がドイツ軍のJu 88爆撃機により撃墜（en:BOAC Flight 777）。当該便に搭乗していると思われたイギリス首相ウィンストン・チャーチル暗殺のためだったが、実際に搭乗していた映画俳優のレスリー・ハワードが犠牲となる。
- 1944年 - 関西急行鉄道と南海鉄道が合併して近畿日本鉄道（近鉄）を設立。
- 1945年 - 第二次世界大戦・日本本土空襲: 大阪大空襲。
- 1946年 - 第二次世界大戦中にルーマニアのConducător（指導者）であったイオン・アントネスクが、ルーマニア共産政権により戦犯として銃殺刑に処せられる。
- 1946年 - ベトナムに日本軍将兵を教官とするクァンガイ陸軍士官学校が設立。
- 1947年 - 近畿日本鉄道から旧南海鉄道の路線を分離、高野山電気鉄道に譲渡して南海電気鉄道に改称。
- 1948年 - 東京急行電鉄（通称：大東急）が解体され、小田急電鉄（2代目）・京王帝都電鉄（後の京王電鉄）・京浜急行電鉄が設立。
- 1949年 - 日本国有鉄道が運輸省から独立し、公社化。
- 1949年 - 日本専売公社が公社化。
- 1949年 - 総理府・郵政省・電気通信省・地方自治庁・特別調達庁・経済安定本部などが設置される。
- 1949年 -  前日に施行された国立学校設置法に基づき、新制国立大学14校が開学[7]。
- 1949年 - 東京都下で戦後初のビアホールが開業[8]。
- 1950年 - 電波三法施行。無線通信が一般に開放される。
- 1950年 - 北海道開発庁設置。
- 1950年 - 秋田県鷹巣町で大火。約650戸を焼失。
- 1952年 - ヴォルガ・ドン運河が開通。
- 1953年 - 日本国有鉄道が車両形式称号規程改正を実施。
- 1954年 - 世界初の商用原子力発電所オブニンスク原子力発電所が運転開始。
- 1955年 - 現行の一円硬貨発行[9]。日本初のアルミ硬貨。
- 1955年 - 有限会社中村製作所（後のナムコ、後のバンダイナムコゲームス）創業。
- 1958年 - アルジェリア戦争に端を発するフランス第四共和政政府の混乱収拾のため、政府の要請によりシャルル・ド・ゴールが首相に就任。
- 1958年 - 大阪のラジオ局・新日本放送が社名を毎日放送（MBS）に変更。
- 1958年 - ラジオ山陽（当時）のテレビ部門、ラジオ山陽テレビ（後のRSKテレビ）開局。
- 1959年 - 朝日放送と大阪テレビ放送が合併、朝日放送テレビ（ABCテレビ）として放送開始。
- 1959年 - 『ヤン坊マー坊天気予報』放送開始。
- 1960年 - 福井放送・琉球放送、両局のテレビジョン放送開始。
- 1962年 - アドルフ・アイヒマンがテルアビブのラムレ刑務所で処刑。
- 1963年 - イギリス領ケニアが自治権を獲得。（マダラカデー）
- 1965年 - 福岡県の三井山野炭鉱でガス爆発。237人が死亡、38人が負傷した[10]。
- 1970年 - エフエム福岡（当時・福岡エフエム音楽放送）開局[11]。
- 1970年 - 小作浄水場通水。
- 1971年 - 立山黒部アルペンルートが全通。
- 1974年 - 小田急多摩線が開業。
- 1979年 - ローデシア共和国がジンバブエ・ローデシアに改称し、アベル・ムゾレワ（英語版）を首班とする建国以来初の黒人政権が発足。
- 1980年 - 24時間ニュース専門チャンネルCNNが開局。
- 1983年 - 東武熊谷線が廃止。
- 1984年 - 京セラなど25社が第二電電企画（後の第二電電（DDI）、現在のKDDI）を設立。
- 1986年 - 上野動物園のパンダ・トントンが誕生。日本で初めてパンダの人工受精による出産に成功。
- 1988年 - 中距離核戦力全廃条約が発効。
- 1988年 - 自衛官護国神社合祀裁判で、最高裁が上告を棄却し合憲判断が確定。
- 1989年 - NHKが衛星第1テレビ及び衛星第2テレビの本放送を開始。
- 1989年 - FM802が開局。
- 1990年 - 大阪モノレール本線の千里中央駅 - 南茨木駅間が開業。
- 1993年 - サラエヴォ包囲: サラエボ西方のドブリニャで、砲弾2発が試合中のサッカー場に着弾。11人が死亡し100名が負傷[12]。
- 1999年 - アメリカン航空1420便オーバーラン事故。11人死亡。
- 1999年 - ソニー、子犬型のペットロボット・AIBOをインターネット限定発売。わずか20分で完売。
- 2000年 - 特許法条約調印。
- 2001年 - ネパール王族殺害事件。
- 2003年 - 中華人民共和国が三峡ダムの湛水を開始[13]。
- 2004年 - 佐世保小6女児同級生殺害事件。
- 2005年 - 唐の第6代玄宗皇帝の壁画が発見される。元（1271-1368年）の製作といわれる。
- 2005年 - 日本で自動二輪車におけるオートマチック限定免許制度が始まる。
- 2006年 - 日本で改正道路交通法が施行され「駐禁取締りの民間委託」が開始され、駐車監視員による放置駐車の確認業務が始まった[14]。
- 2007年 - 安楽死のための自殺装置を作動させ殺人罪で収監されていた医師ジャック・ケヴォーキアンが、健康状態悪化のため仮釈放。
- 2008年 - 日本で改正道路交通法が施行され、後部座席のシートベルトの着用と75歳以上のドライバーに対しもみじマークの貼付が義務化。
- 2009年 - ゼネラルモーターズ（GM）が、米連邦倒産法第11章（日本の民事再生法）の適用を申請。
- 2010年 - 日本で子ども手当の支給開始。
- 2012年 - 日本円と中国人民元の直接取引が開始される。
- 2016年 - 2017年4月1日に予定されていた消費税10%への増税を2019年10月に再延期することを発表。
- 2018年 - スペイン下院議会にてマリアーノ・ラホイ首相への不信任決議が可決。翌日、ペドロ・サンチェスが新首相に就任[15]。
- 2019年 - 金沢シーサイドライン新杉田駅逆走事故が発生[16]。自動運転列車による逆走衝突事故。
- 2023年 - 将棋の藤井聡太が名人戦に勝利し、史上最年少でタイトル7冠を達成[17]。

## 予定
- 2030年 - アフリカ、ヨーロッパ、アジアの広い地域で日食が発生。金環日食も観測され、日本では北海道の大部分が中心食帯に入る。詳しくは「2030年6月1日の日食」を参照。

## 誕生日

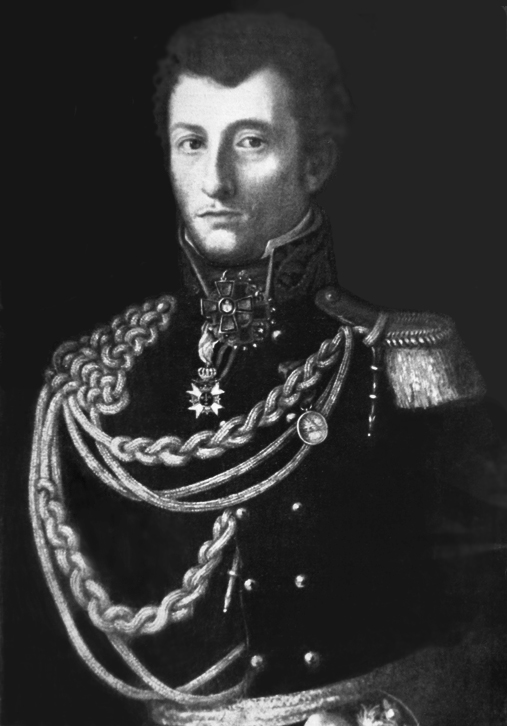
軍事学者カール・フォン・クラウゼヴィッツ(1780-1831)誕生。

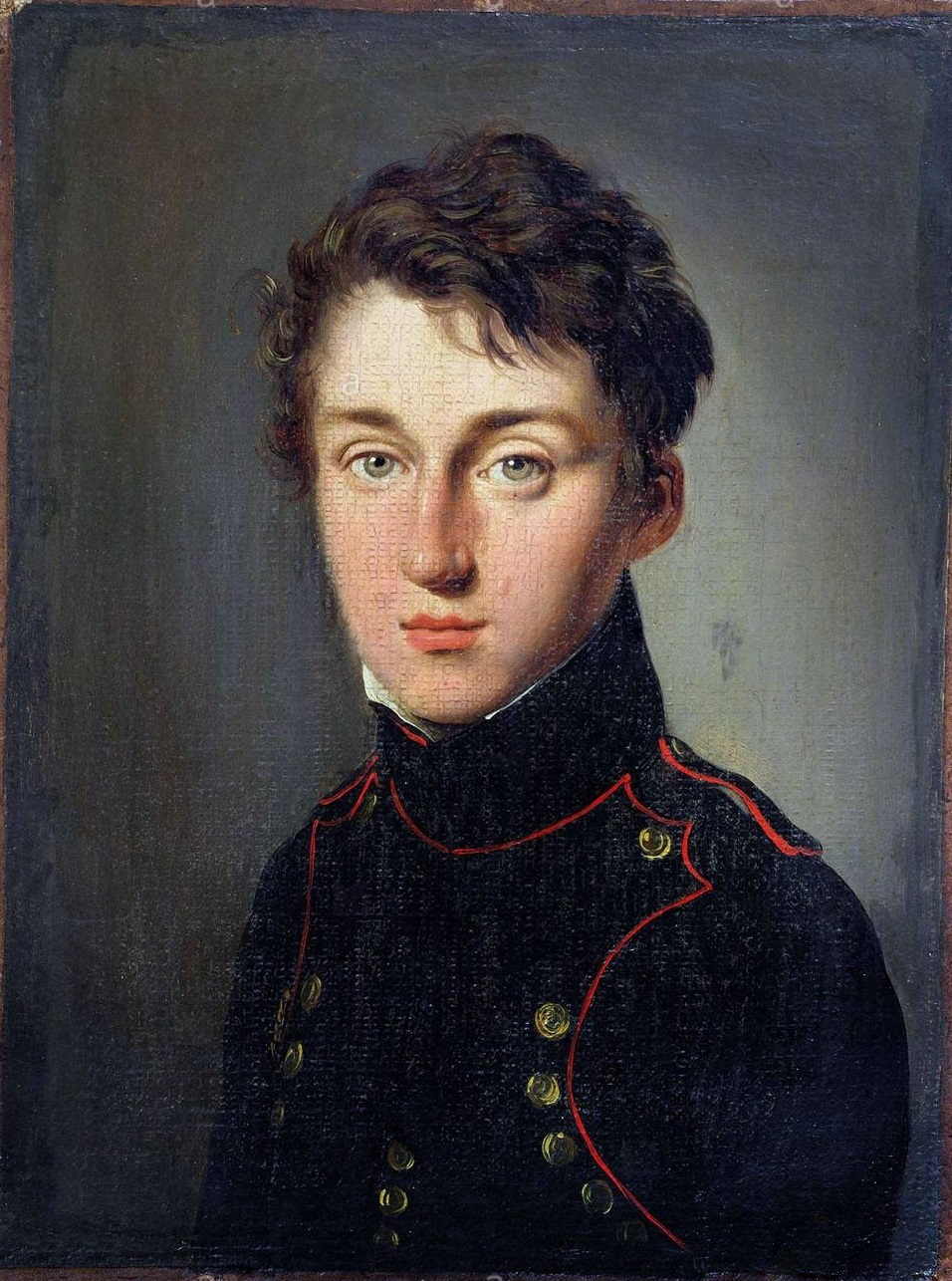
物理学者ニコラ・レオナール・サディ・カルノー(1796-1832)誕生。カルノーサイクルを研究。

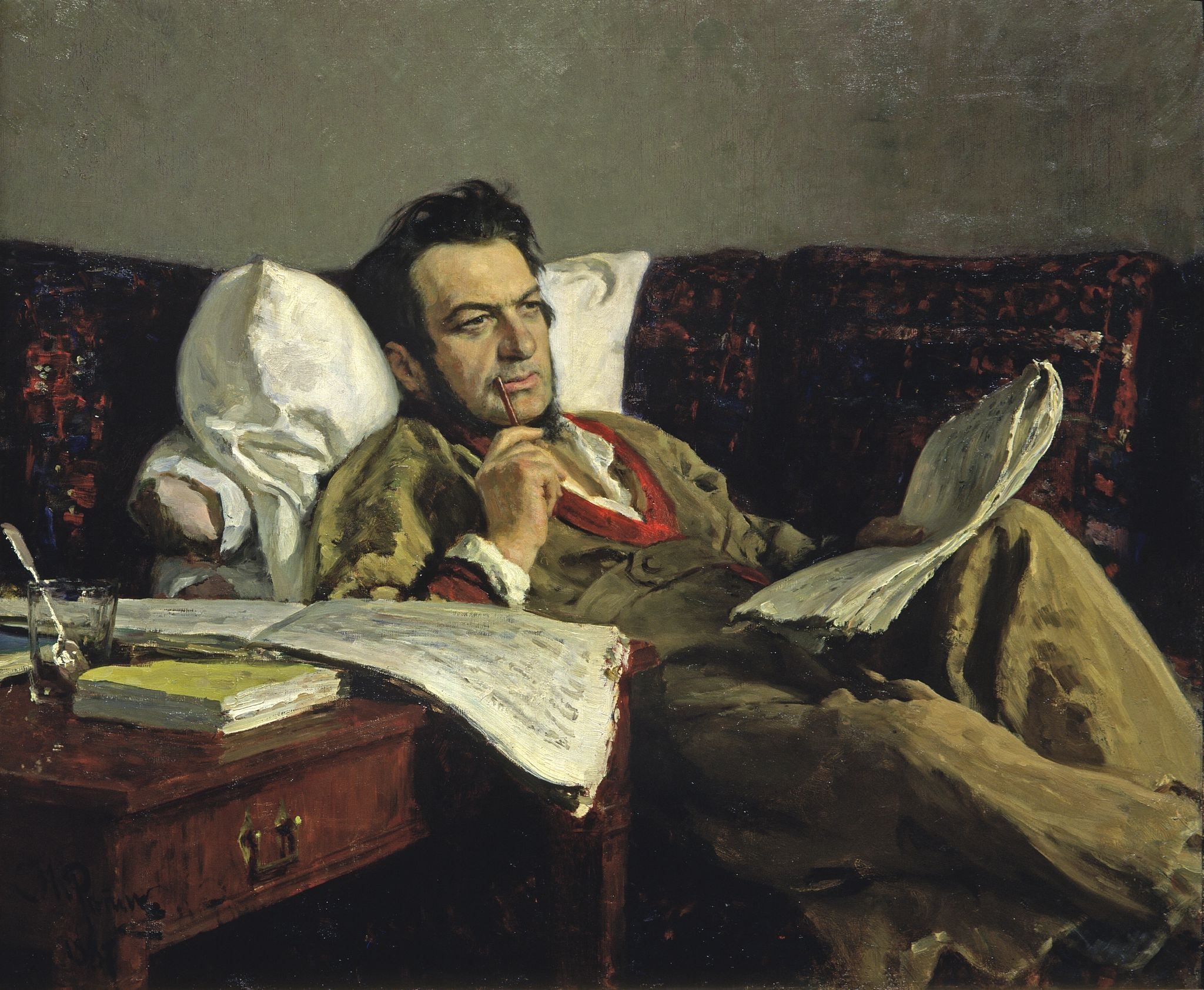
作曲家ミハイル・グリンカ(1804-1857)誕生。

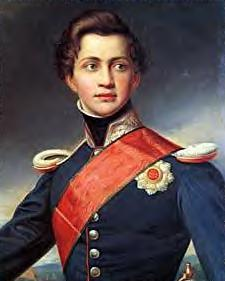
ギリシャ王国初代国王オソン1世(1815-1867)誕生。

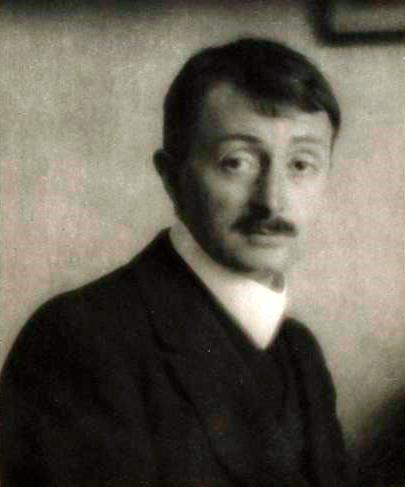
作家ジョン・メイスフィールド(1878-1967)誕生。

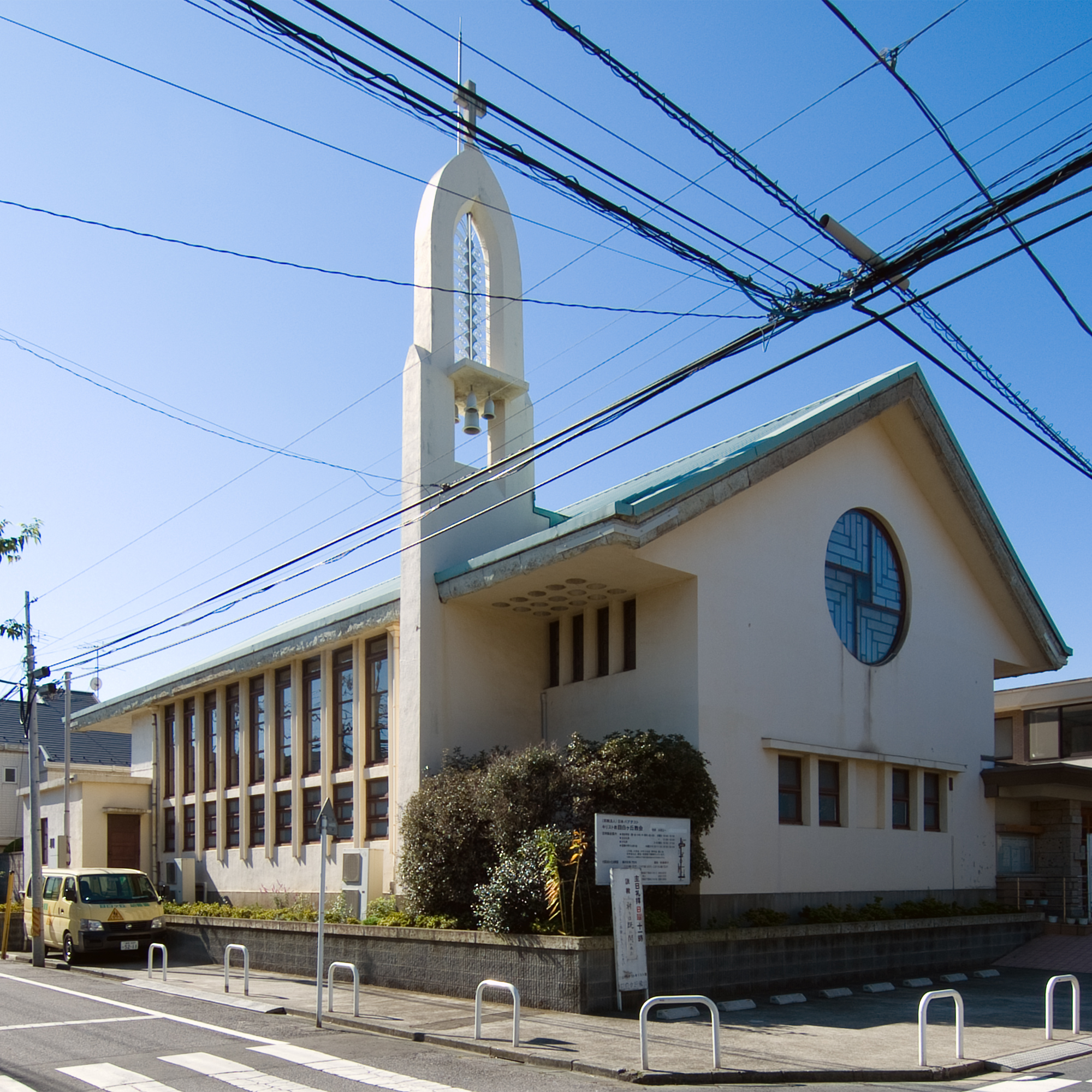
建築家遠藤新(1889-1951)誕生。画像は目白ヶ丘教会(1950)

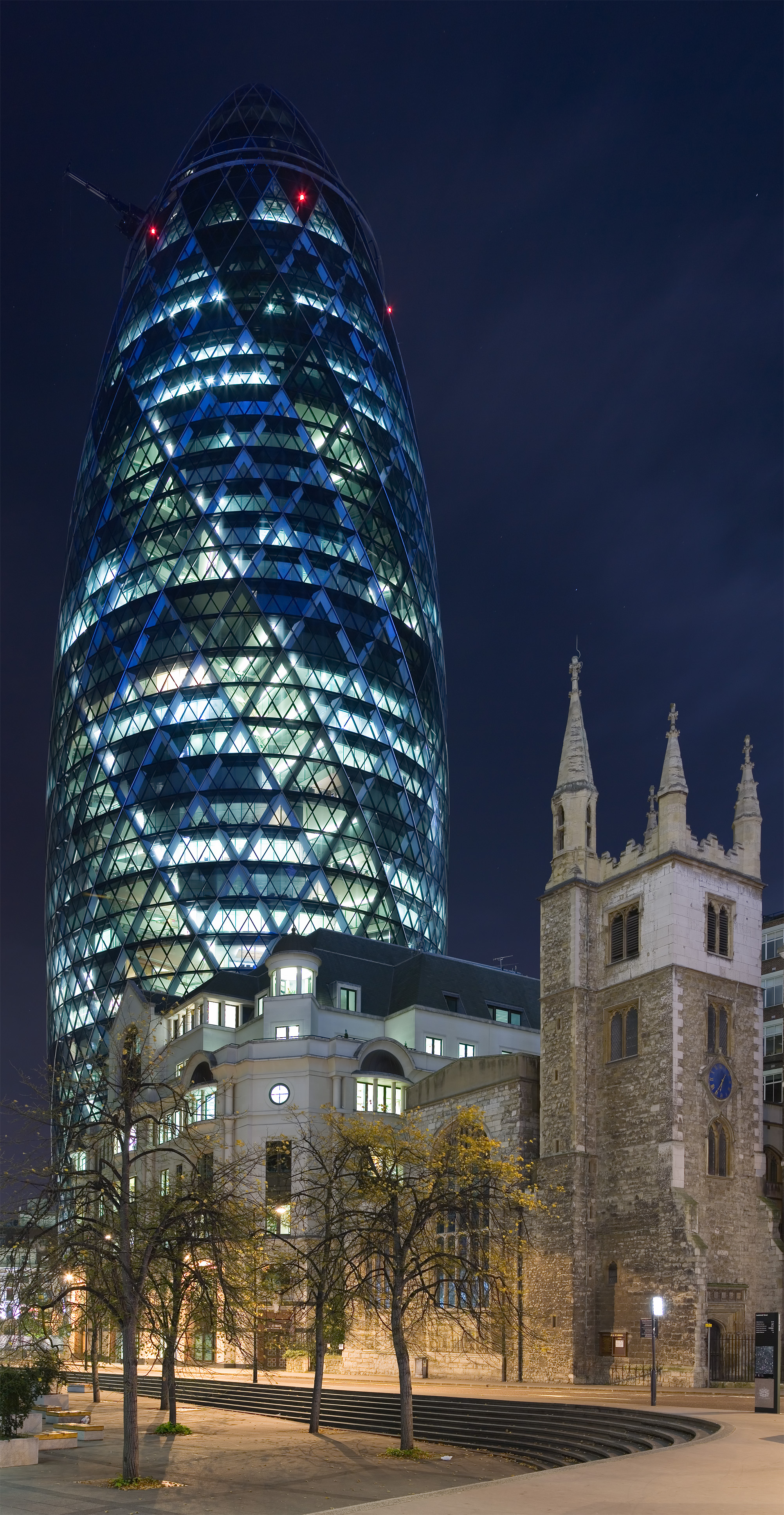
建築家ノーマン・フォスター(1935-)。画像は30セント・メリー・アクス(2004)

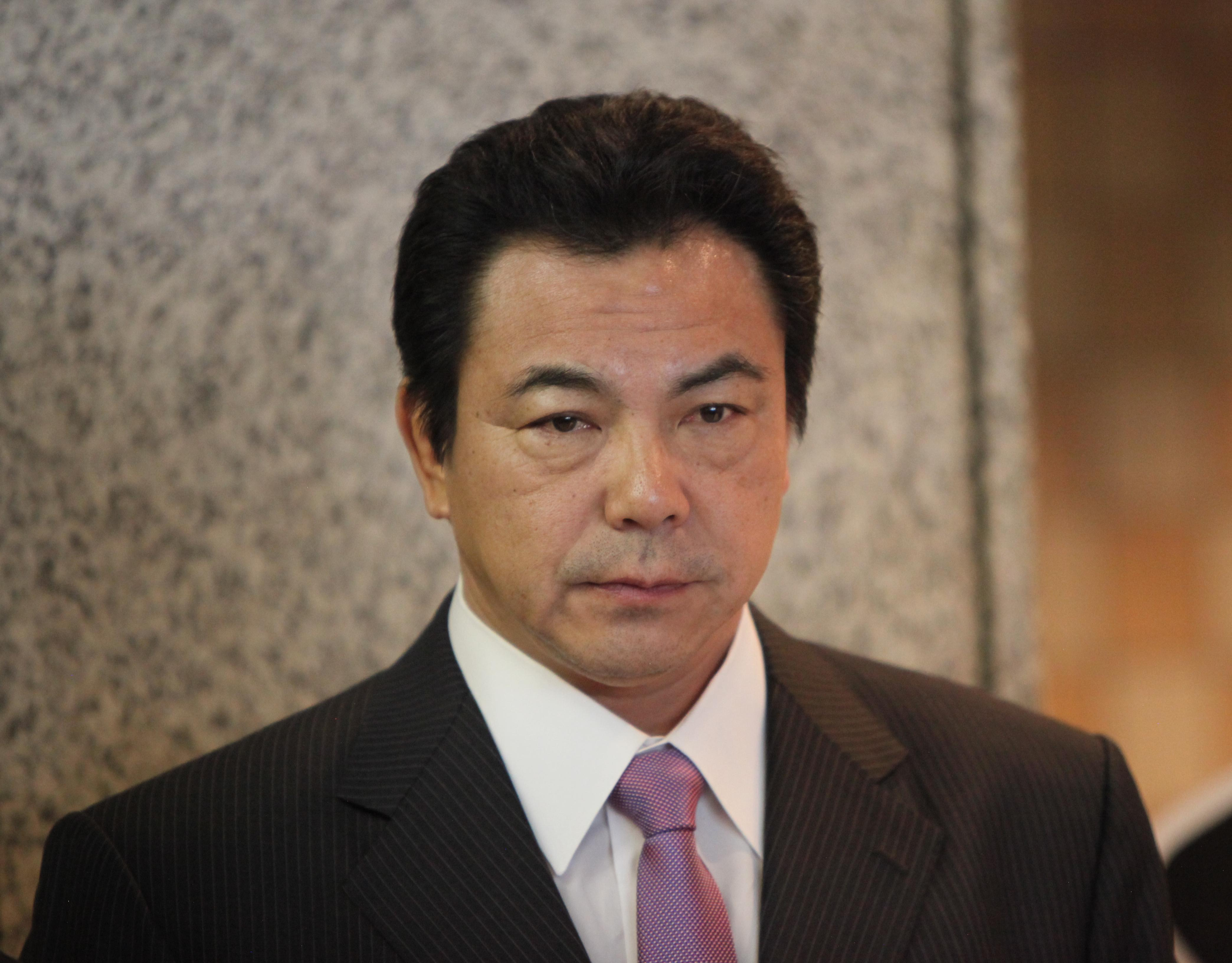
第58代横綱、千代の富士貢(1955-2016)誕生。画像は2010年1月(54歳)の九重親方。

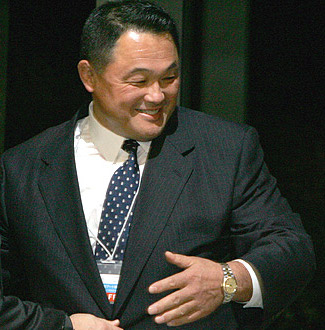
柔道家、山下泰裕(1957-)誕生。

- 1134年 - ジョフロワ (ナント伯)、ナント伯及びメーヌ伯（在位：1156年 - 1158年）（+ 1158年）
- 1300年 - トマス・オブ・ブラザートン (初代ノーフォーク伯)、イングランドの貴族（+ 1338年）
- 1563年 - 初代ソールズベリー伯爵ロバート・セシル、イングランドの政治家（+ 1612年）
- 1633年 - ジェミニアーノ・モンタナリ、天文学者（+ 1687年）
- 1642年（寛永19年5月4日） - 一柳直治、第2代小松藩主、（+ 1716年）
- 1744年 - クリスティアン・ゴットヒルフ・ザルツマン、牧師、教育者（+ 1811年）
- 1752年（宝暦2年4月19日） - 松平康哉、第5代津山藩主、（+ 1794年）
- 1778年（安永7年5月7日） - 土方義苗、第9代菰野藩主、（+ 1845年）
- 1780年 - カール・フォン・クラウゼヴィッツ、プロイセンの軍事思想家（+ 1831年）
- 1791年 - ジョン・ネルソン、アメリカ合衆国司法長官（+ 1860年）
- 1796年 - ニコラ・レオナール・サディ・カルノー、物理学者、数学者（+ 1832年）
- 1804年（ユリウス暦5月20日） - ミハイル・グリンカ、作曲家（+ 1857年）
- 1806年 - ジョン・ブキャナン・フロイド、第24代アメリカ合衆国陸軍長官（+ 1863年）
- 1815年 - オソン1世、ギリシャ王（+ 1867年）
- 1832年（天保3年5月3日） - 徳川慶篤、第10代水戸藩主、徳川慶喜の兄（+ 1868年）
- 1843年（天保14年5月4日） - 西郷従道、軍人、西郷隆盛の弟（+ 1902年）
- 1865年 - 近藤虎五郎、土木技術者（+1922年）
- 1868年 - 井上徳三郎、実業家（+ 1936年）
- 1878年 - ジョン・メイスフィールド、詩人、作家（+ 1967年）
- 1879年 - F・W・クロフツ、推理作家（+ 1957年）
- 1884年 - 森為三、動物学者（+ 1962年）
- 1884年 - 加藤久米四郎、政治家（+ 1939年）
- 1889年 - 遠藤新、建築家（+ 1951年）
- 1889年 - チャールズ・ケイ・オグデン、ベーシック英語創案者（+ 1957年）
- 1892年 - 大塚博紀、空手家（+ 1982年）
- 1895年 - 屋井三郎、実業家（+ 1964年）
- 1896年 - 宇田新太郎、工学者（+ 1976年）
- 1904年 - 佐多稲子、小説家（+ 1998年）
- 1905年 - 澤村國太郎 (4代目)、歌舞伎役者（+1974年）
- 1906年 - ウォルター・レッグ、レコーディングプロデューサー（+ 1979年）
- 1907年 - フランク・ホイットル、技術者（+ 1996年）
- 1907年 - ヤン・パトチカ、哲学者 (+ 1977年）
- 1909年 - シモン・ゴールドベルク、ヴァイオリニスト、指揮者（+ 1993年）
- 1914年 - 徳永真一郎、歴史小説家（+ 2001年）
- 1915年 - バート・ハワード、作曲家（+ 2004）
- 1923年 - 鮎川弥一、実業家（+1991年）
- 1926年 - マリリン・モンロー、女優（+ 1962年）
- 1926年 - アンディ・グリフィス、俳優（+ 2013年）
- 1929年 - 豊田達郎、実業家（+2017年）
- 1929年 - ナルギス、女優（+ 1981年）
- 1930年 - ジョン・レモン、論理学者（+ 1966年）
- 1931年 - 有本義明、スポーツライター、プロ野球監督
- 1931年 - 飯塚幸三、計量学者（+ 2024年）
- 1933年 - 横山光次、元プロ野球選手
- 1934年 - パット・ブーン、歌手
- 1934年 - 加藤多一、児童文学作家（+ 2023年）
- 1934年 - 徳南晴一郎、漫画家（+ 2009年）
- 1935年 - ノーマン・フォスター、建築家
- 1937年 - 初瀬龍平、政治学者、神戸大学名誉教授
- 1937年 - 牟田泰三、物理学者
- 1937年 - 池森賢二、実業家、エンジェル投資家、ファンケル創業者
- 1937年 - モーガン・フリーマン、俳優
- 1937年 - 福地泡介、漫画家（+ 1995年）
- 1938年 - 菅生浩、児童文学作家
- 1941年 - ディーン・チャンス、元プロ野球選手（+ 2015年）
- 1942年 - 石田正範、実業家（+ 2011年）
- 1943年 - リチャード・グード、ピアニスト
- 1945年 - 外木場義郎、元プロ野球選手
- 1946年 - 増田和俊、政治家、元広島県三次市長、元作木村長
- 1946年 - 富沢英彦、元陸上選手（+ 2018年）
- 1947年 - 山際千津枝、料理研究家、栄養士
- 1947年 - ロン・ウッド、ミュージシャン（フェイセズ、ローリング・ストーンズ）
- 1947年 - ジョナサン・プライス、俳優
- 1948年 - 福居良、ジャズピアノ奏者、アコーディオン奏者（+ 2016年）
- 1949年 - 吉田類、ライター
- 1951年 - 浅野孝已、ミュージシャン（ゴダイゴ）（+ 2020年）
- 1951年 - 吉川元、国際政治学者
- 1952年 - 池辺忠則、元プロ野球選手
- 1953年 - 工藤三郎、アナウンサー
- 1955年 - 千代の富士貢、大相撲第58代横綱、年寄13代九重（+ 2016年）
- 1956年 - 稲吉紘実、CIデザイナー、グラフィックデザイナー、芸術家
- 1956年 - 荒木清寛、政治家
- 1957年 - 山下泰裕、柔道家
- 1957年 - リチャード・オルセン、元プロ野球選手
- 1958年 - つまみ枝豆、タレント
- 1958年 - 酒井圭一、元プロ野球選手
- 1958年 - 伊藤正之、俳優
- 1959年 - 中原朝日、元プロ野球選手
- 1959年 - アラン・ワイルダー、ミュージシャン（デペッシュ・モード、リコイル）
- 1959年 - マーティン・ブランドル、レーサー
- 1959年 - 松本大、声優
- 1961年 - 佐藤誠一、元プロ野球選手
- 1961年 - エフゲニー・プリゴジン、ロシアの民間軍事会社「ワグネル・グループ」創設者（+ 2023年）
- 1962年 - 横井司、文芸評論家
- 1962年 - 冨田恵一、音楽家
- 1962年 - ジェシー・リード、元プロ野球選手
- 1963年 - 堀江政生、アナウンサー
- 1963年 - 斎藤智也、高校野球指導者
- 1965年 - 宮林康、俳優、声優、ナレーター
- 1965年 - 三浦わたる、演歌歌手
- 1965年 - 山田武史、元プロ野球選手
- 1965年 - ナイジェル・ショート（英語版）、チェスプレイヤー
- 1967年 - 坂上忍、俳優
- 1967年 - 中島陽子、女優
- 1967年 - 長田江身子、元女優
- 1968年 - 橋本恵子、女優、スーツアクター
- 1968年 - 夏川結衣、女優
- 1968年 - 星安出寿保世、元大相撲力士
- 1968年 - ジェイソン・ドノヴァン、歌手
- 1969年 - 奥村智洋、ヴァイオリニスト
- 1969年 - EXILE HIRO、プロデューサー、元ダンサー（EXILE）
- 1969年 - 堀込高樹、ミュージシャン（KIRINJI）
- 1969年 - マーチン角屋、漫画家
- 1969年 - 劉若英、歌手
- 1970年 - 藤村大介、写真家
- 1970年 - 神野卓哉、元サッカー選手
- 1970年 - カレン・マルダー、ファッションモデル、歌手
- 1971年 - 恒岡章、ミュージシャン（Hi-STANDARD）（+ 2023年）
- 1973年 - 五十嵐隆、ミュージシャン（Syrup 16g）
- 1973年 - 林孝哉、元プロ野球選手
- 1973年 - ハイジ・クラム、スーパーモデル
- 1973年 - アダム・ガルシア、ダンサー
- 1974年 - 三村ロンド、ナレーター、スタジアムDJ、タレント
- 1974年 - アラニス・モリセット、歌手
- 1975年 - 古山みゆき、元プロボディボーダー
- 1976年 - 村上幸平、俳優
- 1976年 - 大村三郎、元プロ野球選手
- 1977年 - 稲塚貴一、アナウンサー
- 1977年 - 横山道哉、元プロ野球選手
- 1978年 - 池田綾子、シンガーソングライター
- 1978年 - 玉野宏昌、元プロ野球選手
- 1978年 - 薮崎真哉、元サッカー選手
- 1979年 - 高橋セナ、女優
- 1979年 - 尾玉なみえ、漫画家
- 1979年 - マルクス・アレクセイ・ペルソン、ゲームデザイナー、Minecraft制作者
- 1980年 - 黄川田雅哉、俳優
- 1980年 - 千代反田充、元サッカー選手
- 1981年 - 石川賢、元プロ野球選手
- 1981年 - カルロス・ザンブラーノ、元プロ野球選手
- 1982年 - 石井あす香、女優
- 1982年 - 攝津正、元プロ野球選手
- 1982年 - 東和政、元プロ野球選手
- 1982年 - 上本大海、元サッカー選手
- 1982年 - 鈴木良和、元サッカー選手
- 1982年 - ジュスティーヌ・エナン、テニス選手
- 1982年 - フィリップ・スティラー、フィギュアスケート選手
- 1983年 - 中澤さえ、元柔道選手
- 1983年 - ムスタファ・サリフ、サッカー選手
- 1983年 - 平田実音、元タレント（+ 2016年）
- 1984年 - ステファン・セセニョン、サッカー選手
- 1985年 - 佐野夢加、陸上選手
- 1985年 - 山本脩斗、サッカー選手
- 1985年 - アレッサンドロ・マエストリ、プロ野球選手
- 1986年 - 吉田亜咲、元グラビアアイドル
- 1986年 - ザルコ・マルコビッチ、ハンドボール選手
- 1987年 - 北尾亘、俳優
- 1987年 - 富田麻帆[18]、女優、歌手
- 1987年 - 葉那子、元タレント、元ファッションモデル
- 1987年 - 田中碧、元野球選手
- 1988年 - 玉置成実[19]、歌手
- 1988年 - 中村太地、将棋棋士
- 1988年 - フランシスコ・ペゲロ、野球選手
- 1988年 - ハビエル・エルナンデス、サッカー選手
- 1989年 - 三橋淳、元テニス選手
- 1990年 - 村川梨衣、声優
- 1990年 - 深津英臣、バレーボール選手
- 1990年 - 髙木伴、元プロ野球選手
- 1991年 - 酒井貴士、お笑い芸人（ザ・マミィ）
- 1992年 - 高橋伯明、俳優
- 1992年 - 替地桃子、女優
- 1992年 - 柴咲マナ、モデル、元レースクイーン
- 1992年 - 谷口雄也、元プロ野球選手
- 1992年 - 寺井えりか、元競輪選手
- 1993年 - 塚越靖誠、アクション俳優、スタントマン、スーツアクター
- 1993年 - 西村洋平、サッカー選手
- 1993年 - 柏瀬暁、元サッカー選手
- 1994年 - 桂二豆、落語家
- 1994年 - 植万由香、アナウンサー
- 1994年 - 輝大士、大相撲力士
- 1994年 - アンドリュー・スティーブンソン、プロ野球選手
- 1994年 - 水野滉也、元プロ野球選手
- 1995年 - 前田亜美、タレント（元AKB48）
- 1995年 - 北川柊斗、サッカー選手
- 1995年 - 中山絵梨奈、元モデル
- 1996年 - 日向成海、アイドル（元キプリスモルホォ）
- 1996年 - れじぇくん、YouTuber
- 1996年 - 山本祥彰、YouTuber（QuizKnock）
- 1996年 - トム・ホランド、俳優
- 1997年 - 森香穂、タレント、元アイドル（元STU48）
- 1997年 - 西洸人、アイドル（INI）、元ダンサー
- 1998年 - くがことみ、タレント、モデル
- 1998年 - 桜あいり、元ジュニアアイドル
- 1998年 - 芹奈、歌手（元Little Glee Monster）
- 1998年 - たくや、YouTuber（ステゴロパンチャーズ）
- 1999年 - 内山珠希、女優、モデル、アイドル（元ハコイリ♡ムスメ）
- 1999年 - 佐々木麻緒、女優
- 1999年 - 中川創、サッカー選手
- 1999年 - 星野京介、バスケットボール選手
- 1999年 - 宮武祭、元女優、元歌手（元bump.y）
- 2000年 - 磯貝花音、アイドル（元STU48）
- 2000年 - 羽野瑠華、タレント
- 2003年 - 新倉愛海、アイドル（アップアップガールズ（2））
- 2003年 - 松谷綺、キックボクサー
- 2003年 - 三木つばき、スノーボード選手
- 2004年 - 本田望結、女優、フィギュアスケート選手[20]
- 2004年 - テイラー・バーナード、レーシングドライバー
- 2005年 - 稲葉菜月、女優
- 2005年 - 木村優人、プロ野球選手
- 生年不詳 - MAHO EMPiRE、アイドル（EMPiRE）
- 生年不詳 - あらいきよこ、漫画家
- 生年不詳 - 緒形まふゆ、漫画家[21]
- 生年不詳 - 石田大祐、声優
- 生年不詳 - 島田岳洋、声優
- 生年不詳 - 新田英人、声優
- 生年不詳 - 藤村悠樹、声優
- 生年不詳 - 南乃こと、声優
- 生年不詳 - 村井真里、声優
- 生年不詳 - Lynn、声優[22]

## 忌日

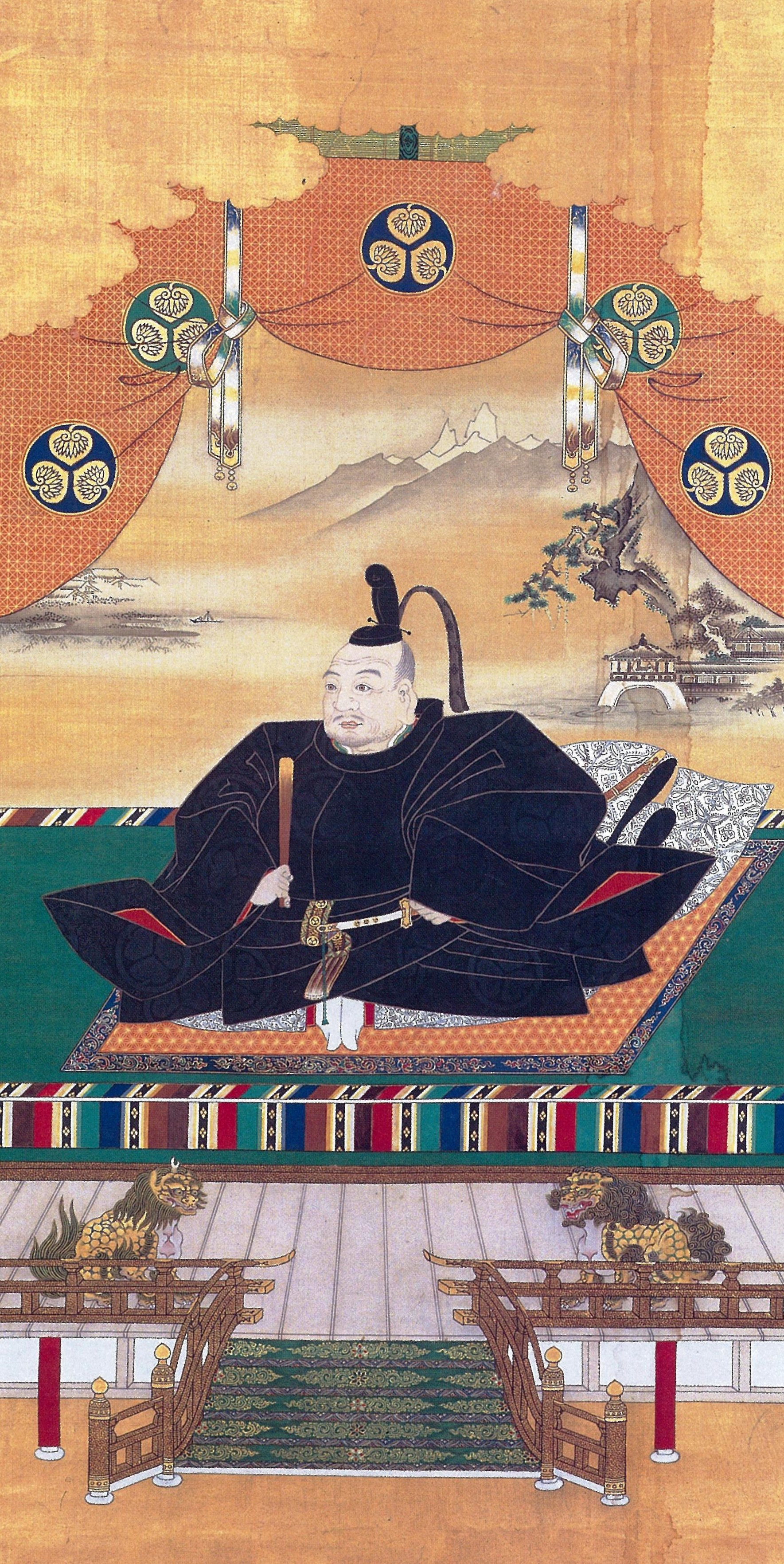
江戸幕府を開いた徳川家康(1543-1616)没。画像は、狩野探幽画、大阪城天守閣所蔵の東照大権現像。

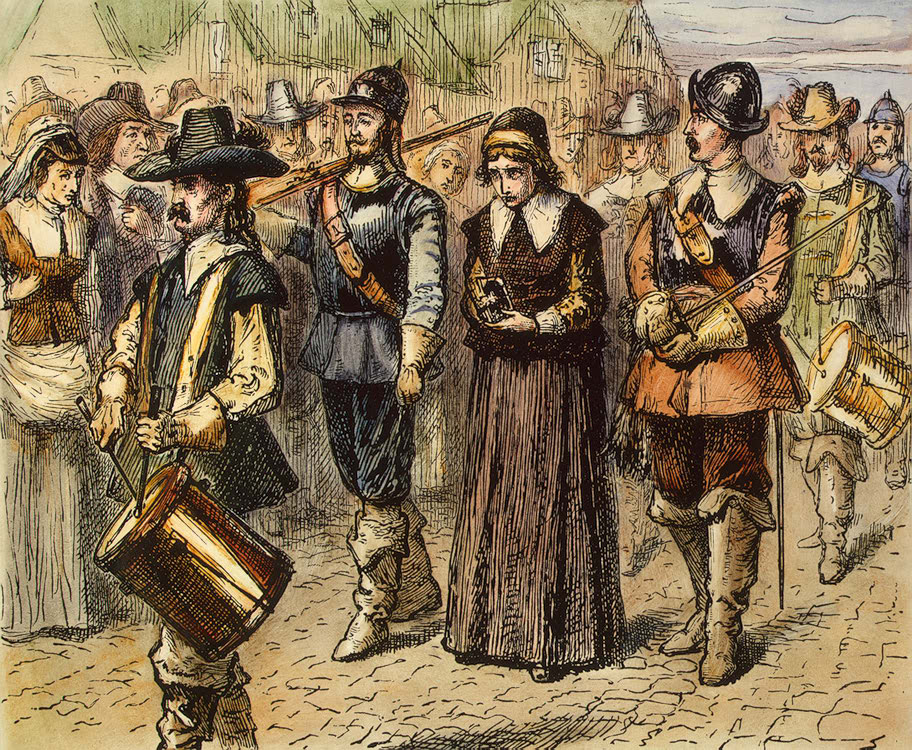
メアリ・ダイアー(1611-1660)刑死。

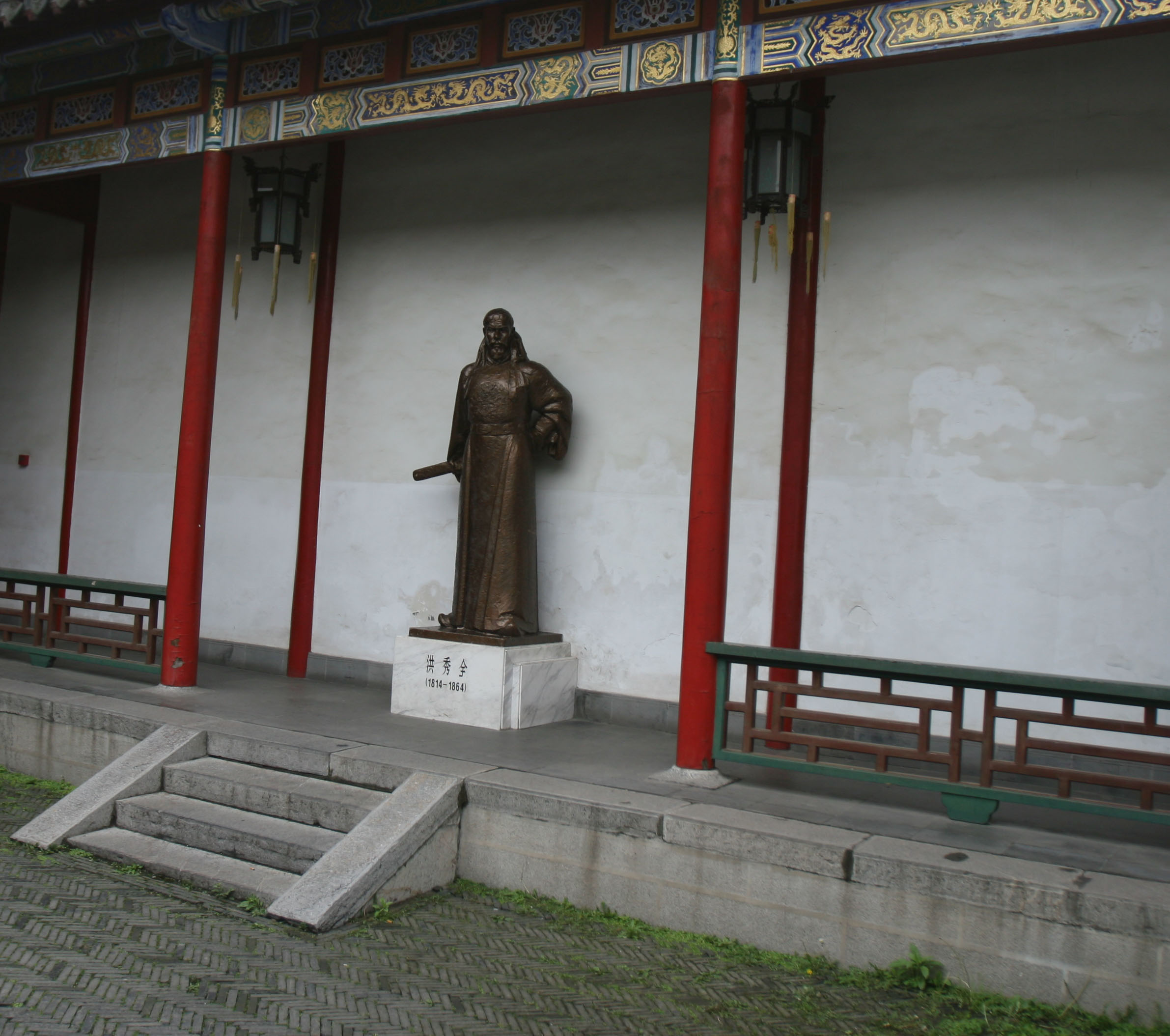
太平天国の乱を起こした洪秀全(1812-1864)没。画像は、南京市天王府跡内の洪秀全像。

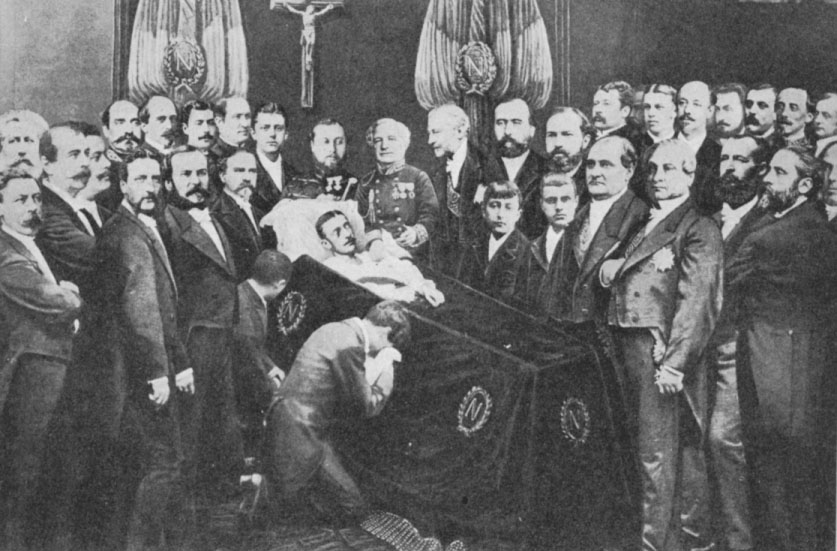
ナポレオン・ウジェーヌ・ルイ・ボナパルト(1856-1879)戦死。

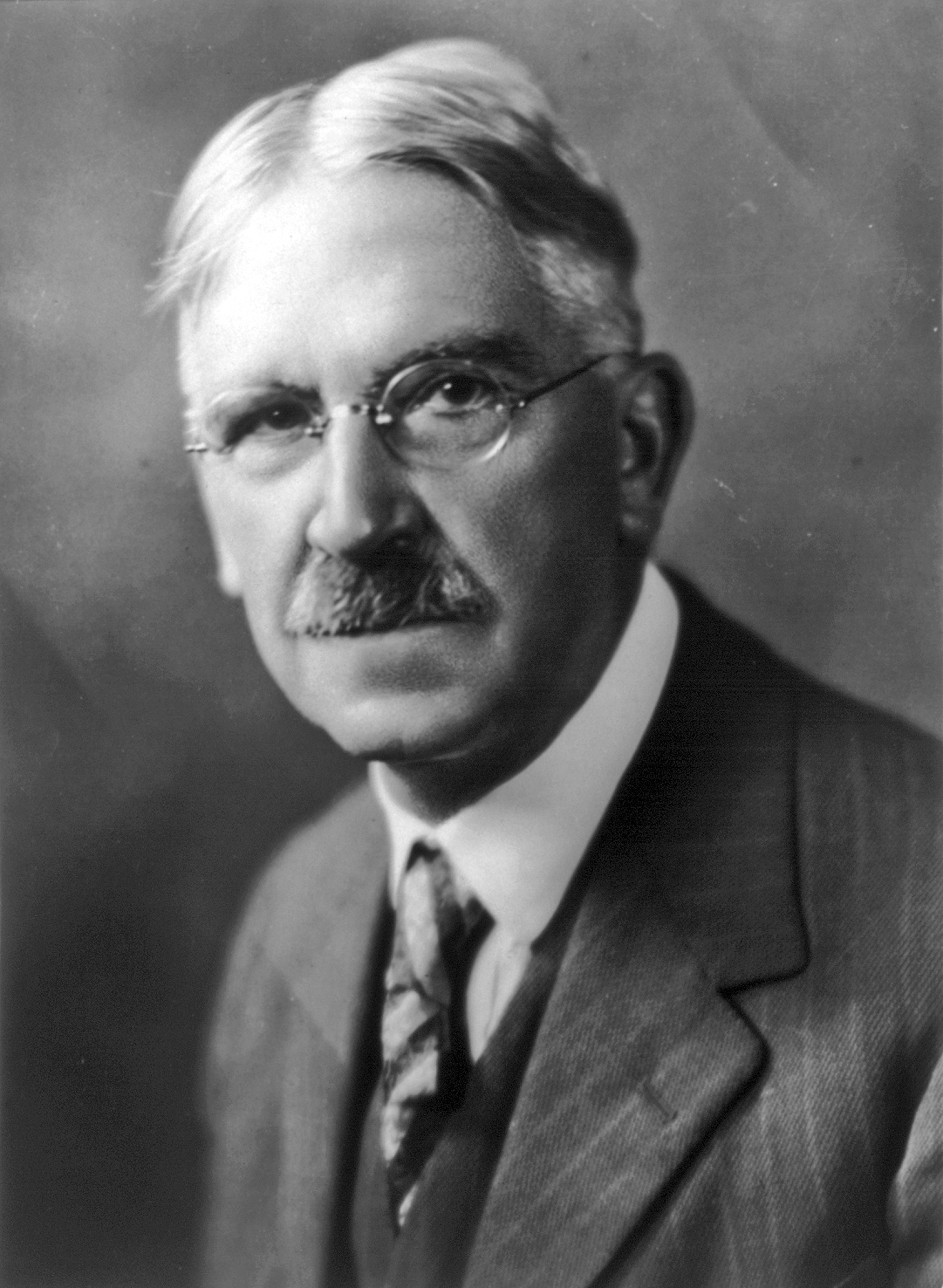
哲学者ジョン・デューイ(1859-1952)没。

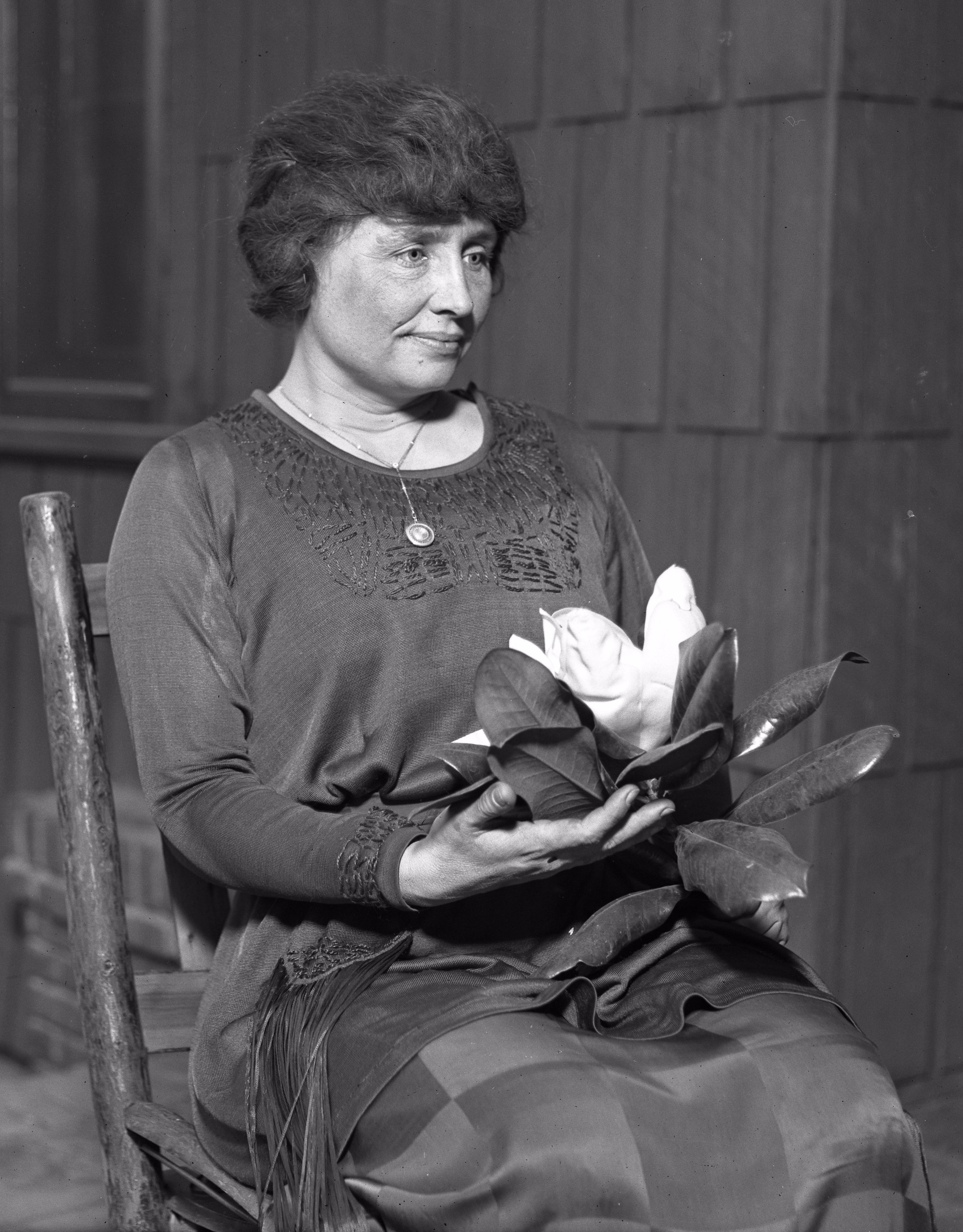
社会福祉事業家ヘレン・ケラー(1880-1968)没。

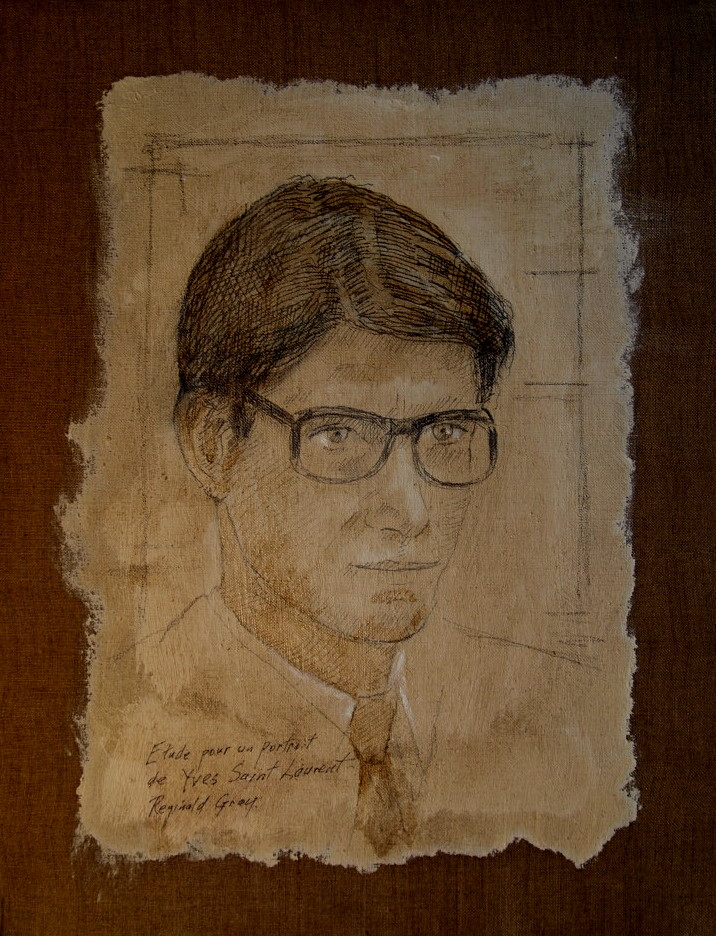
ファッションデザイナーイヴ・サン＝ローラン(1936-2008)没。

- 1434年 - ヴワディスワフ2世、ポーランド王（* 1351年）
- 1439年（正統4年4月20日） - 尚巴志王、琉球国王（* 1372年）
- 1609年（慶長14年4月29日） - 天野元政、戦国時代の武将、毛利元就の七男（* 1559年）
- 1616年（元和2年4月17日） - 徳川家康、江戸幕府初代将軍（* 1543年）
- 1639年 - メルキオル・フランク、作曲家（* 1579年頃）
- 1660年 - メアリ・ダイアー、クエーカー教徒（* 1611年?）
- 1664年 - ミヒール・スウェールツ、画家（* 1618年）
- 1680年（延宝8年5月5日） - 林鵞峰、儒学者（* 1618年）
- 1815年 - ルイ＝アレクサンドル・ベルティエ、フランス軍元帥（* 1753年）
- 1815年 - ジェームズ・ギルレイ、画家、イラストレーター、版画家（* 1757年）
- 1817年（文化14年4月17日） - 杉田玄白、蘭方医（* 1733年）
- 1822年 - ルネ＝ジュスト・アユイ、鉱物学者、聖職者（* 1743年）
- 1823年 - ルイ＝ニコラ・ダヴー、フランス軍元帥（* 1770年）
- 1833年 - オリヴァー・ウォルコット、第2代アメリカ合衆国財務長官、コネチカット州知事（* 1760年)
- 1841年 - デイヴィッド・ウィルキー、画家（* 1785年）
- 1846年 - グレゴリウス16世、第254代ローマ教皇（* 1765年）
- 1846年（弘化3年5月8日） - 徳川斉順、清水徳川家第3代当主、第11代紀州徳川家当主（紀州藩主）（* 1801年）
- 1864年（同治3年4月27日） - 洪秀全、中国の宗教家、太平天国の指導者（* 1812年）
- 1868年 - ジェームズ・ブキャナン、第15代アメリカ合衆国大統領（* 1791年）
- 1879年 - ナポレオン・ウジェーヌ・ルイ・ボナパルト、フランス皇太子、ナポレオン・ボナパルトの大甥（ナポレオンの弟の孫）（* 1856年）
- 1886年 - ユリウス・アドルフ・シュテックハルト、農芸化学者（* 1809年）
- 1907年 - リヒャルト・ミュールフェルト、音楽家（* 1856年）
- 1909年 - ジュゼッペ・マルトゥッチ、作曲家（* 1856年）
- 1912年 - ダニエル・バーナム、建築家、都市計画家、シカゴ万博総指揮者（* 1846年）
- 1925年 - トーマス・R・マーシャル、第28代アメリカ合衆国副大統領（* 1854年）
- 1927年 - 屋井先蔵、実業家、乾電池発明者（* 1864年）
- 1933年 - 邦芳王、皇族（* 1880年）
- 1937年 - ヘルマン・ホフマン、宣教師、哲学者、教育者、作家、上智大学初代学長（* 1864年）
- 1939年 - デイヴィッド・ペック・トッド、天文学者（* 1855年）
- 1941年 - クルト・ヘンゼル、数学者（* 1861年）
- 1941年 - ハンス・ベルガー、神経科学者、精神科医（* 1873年）
- 1942年 - エルネスト・パングー、作曲家（* 1887年）
- 1943年 - レスリー・ハワード、俳優（* 1893年）
- 1946年 - イオン・アントネスク、ルーマニア首相（* 1882年）
- 1946年 - ミハイ・アントネスク、ルーマニア外相（* 1907年）
- 1948年 - ジョゼ・ヴィアナ・ダ・モッタ、ピアニスト、作曲家（* 1868年）
- 1948年 - サニー・ボーイ・ウィリアムソンI、ブルース・ハーモニカ奏者（* 1914年）
- 1952年 - ジョン・デューイ、哲学者（* 1859年）
- 1961年 - メルビン・ジョーンズ（英語版）、実業家、ライオンズクラブ国際協会創立者（* 1879年）
- 1961年 - 牧野良三、政治家、第8代法務大臣（* 1885年）
- 1962年 - アドルフ・アイヒマン、ナチス・ドイツの高官および親衛隊のメンバー（* 1906年）
- 1965年 - カーリー・ランボー、アメリカンフットボール選手、コーチ（* 1898年）
- 1968年 - ヘレン・ケラー、教育家、社会福祉事業家（* 1880年）
- 1969年 - 辻村みちよ、農学博士、緑茶成分研究者、実践女子大学名誉教授（* 1888年）
- 1969年 - イバール・バラングルート、スピードスケート選手、1928年サンモリッツ五輪・1936年ガルミッシュ・パルテンキルヒェン五輪金メダリスト（* 1904年）
- 1969年 - 小島利男、元プロ野球選手（* 1913年）
- 1971年 - ラインホルド・ニーバー、神学者（* 1892年）
- 1975年 - 神戸捨二、実業家、元沖電気工業社長（* 1901年）
- 1978年 - 茂出木心護、料理人、たいめいけん創業者（* 1911年）
- 1979年 - ヴェルナー・フォルスマン、医師、ノーベル生理学・医学賞受賞者（* 1904年）
- 1979年 - ヤン・カダール、映画監督（* 1918年）
- 1980年 - ルーブ・マーカード、野球選手（* 1886年）
- 1980年 - 鹿島宗二郎、諜報員、著述家（* 1904年）
- 1981年 - カール・ヴィンソン、アメリカ合衆国下院議員（* 1883年）
- 1984年 - 柳兼子、アルト歌手（* 1892年）
- 1984年 - アルヒープ・リューリカ、航空エンジニア（* 1908年）
- 1986年 - 樫山純三、実業家、オンワード樫山創業者（* 1901年）
- 1988年 - 岩村忍、歴史学者（* 1905年）
- 1993年 - 門司亮、政治家（* 1897年）
- 1994年 - 小林三造、実業家、サンスター文具創業者（* 1907年）
- 1994年 - 外野村晋、俳優（* 1911年）
- 1994年 - ジャン＝ジョエル・バルビエ、ピアニスト（* 1920年）
- 1997年 - ニコライ・チーホノフ、ソビエト連邦首相（* 1905年）
- 1997年 - ロバート・サーバー、理論物理学者（* 1909年）
- 1997年 - 清水文人、編集者、出版人、元双葉社社長（* 1931年）
- 1998年 - 松田道雄、医師育児評論家（* 1908年）
- 1999年 - クリストファー・コッカレル、技術者、ホバークラフト発明者（* 1910年）
- 2001年 - ビレンドラ、第10代ネパール王国国王（* 1946年）
- 2002年 - 大橋秀雄、警察官、作家（* 1903年）
- 2002年 - ティボール・シトフスキー、経済学者（* 1910年）
- 2002年 - 西村虚空、尺八奏者（* 1915年）
- 2002年 - 麻井宇介、ワイン醸造家、評論家（* 1930年）
- 2003年 - 大河内正陽、電気工学者（* 1916年）
- 2003年 - ジークフリート・フライターク、ドイツ空軍のエース・パイロット（* 1917年）
- 2005年 - ジョージ・マイカン、バスケットボール選手（* 1924年）
- 2006年 - 彌永昌吉、数学者、東京大学名誉教授（* 1906年）
- 2007年 - 桑原研郎、作曲家（* 1934年）
- 2007年 - 石立鉄男、俳優（* 1942年）
- 2008年 - 宮城黎子、テニス選手（* 1922年）
- 2008年 - イヴ・サン＝ローラン、ファッションデザイナー（* 1936年）
- 2009年 - ヴィンセント・オブライエン、競馬調教師（* 1917年）
- 2009年 - 正田彬、経済法学者、慶應義塾大学名誉教授（* 1929年）
- 2009年 - 伊香輝男、元プロ野球選手（* 1934年）
- 2010年 - 大野一雄、舞踏家（* 1906年）
- 2010年 - 栗原祐幸、政治家、第42・44代防衛庁長官、第41代労働大臣（* 1920年）
- 2010年 - アンドレイ・ヴォズネセンスキー、詩人、作家（* 1933年）
- 2010年 - 小久保正雄、アナウンサー、政治家、元兵庫県北淡町長（* 1933年）
- 2011年 - 作田明、精神科医、臨床心理士、医学博士（* 1950年）
- 2012年 - 髙木孝一、実業家、政治家、第13-16代福井県敦賀市長（* 1919年）
- 2012年 - 楠田薫、女優（* 1921年）
- 2012年 - 橘康太郎、政治家（* 1934年）
- 2012年 - 内記稔夫、漫画蒐集家、現代マンガ図書館設立者（* 1937年）
- 2013年 - 栗本光明、元プロ野球選手（* 1936年）
- 2014年 - ユリ・コウチヤマ、公民権運動家、社会活動家（* 1921年）
- 2014年 - 那珂太郎、詩人（* 1922年）
- 2014年 - アン・デイビス、女優（* 1926年）
- 2014年 - フランシスコ・ダス・シャガス・マリーニョ、サッカー選手（* 1952年）
- 2014年 - 外山ひとみ、写真家、作家（* 1958年）
- 2015年 - 安達征一郎、小説家、児童文学作家（* 1926年）
- 2015年 - 村山元英、国際経営学者、千葉大学名誉教授（* 1934年）
- 2015年 - 町村信孝、政治家（* 1944年）
- 2015年 - ショーン・アン、俳優（* 1983年）
- 2016年 - 藤井義弘、実業家、元日立造船社長（* 1926年）
- 2016年 - 熊谷尚之、弁護士、元大阪弁護士会会長、元日本弁護士連合会副会長（* 1929年）
- 2017年 - 長谷川清、政治家（* 1932年）
- 2018年 - ウィリアム・ピップス、俳優、声優（* 1922年）
- 2018年 - 深町勝義、実業家、ナフコ創業者（* 1932年）
- 2019年 - 田川熊雄、官僚、政治家、元京都府宇治市長（* 1924年）
- 2019年 - ミシェル・セール、科学史家、科学哲学者（* 1930年）
- 2019年 - 横山たかし、漫才師（* 1948年）
- 2019年 - アニ・ユドヨノ、元インドネシア大統領スシロ・バンバン・ユドヨノ夫人（* 1952年）
- 2019年 - ホセ・アントニオ・レジェス、サッカー選手（* 1983年）
- 2020年 - 鬼追明夫、弁護士、元日本弁護士連合会会長、元日本漢字能力検定協会理事長（* 1934年）
- 2020年 - ミロスラフ・スコリク、作曲家、音楽教育者（* 1938年）
- 2021年 - 大村平、航空自衛官、著述家、第18代航空幕僚長（* 1930年）
- 2021年 - 森本正夫、経済学者、学園経営者、元学校法人北海学園理事長、元北海商科大学学長（* 1931年）
- 2021年 - マイク・マーシャル、プロ野球選手（* 1943年）
- 2021年 - アメデーオ・ディ・サヴォイア＝アオスタ、旧王族サヴォイア家（* 1943年）
- 2022年 - デリオ・ベントゥロッティ、スーパーセンテナリアン（* 1909年）
- 2022年 - 田沼武能、写真家（*1929年）
- 2023年 - シンシア・ワイル、作詞家、ソングライター（* 1940年）
- 2024年 - ティンウー、陸軍軍人、政治家、政治活動家、元ミャンマー国防相（* 1927年）
- 2024年 - フィリップ・ルロワ、俳優（* 1930年）
- 2024年 - 植竹英次、放送作家（* 1962年）
- 2024年 - 小林徹弥、調教助手、元騎手（*1974年）
- 2025年 - 久我清、理論経済学者、大阪大学名誉教授（* 1940年）

## 記念日・年中行事

### 海外（日本以外）

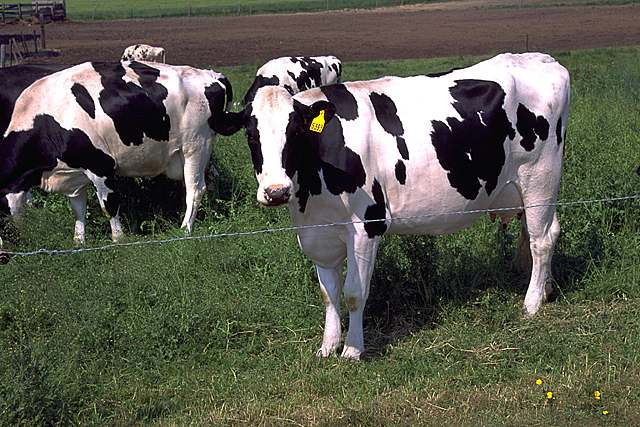
世界牛乳の日。画像は牛（ホルスタイン）。

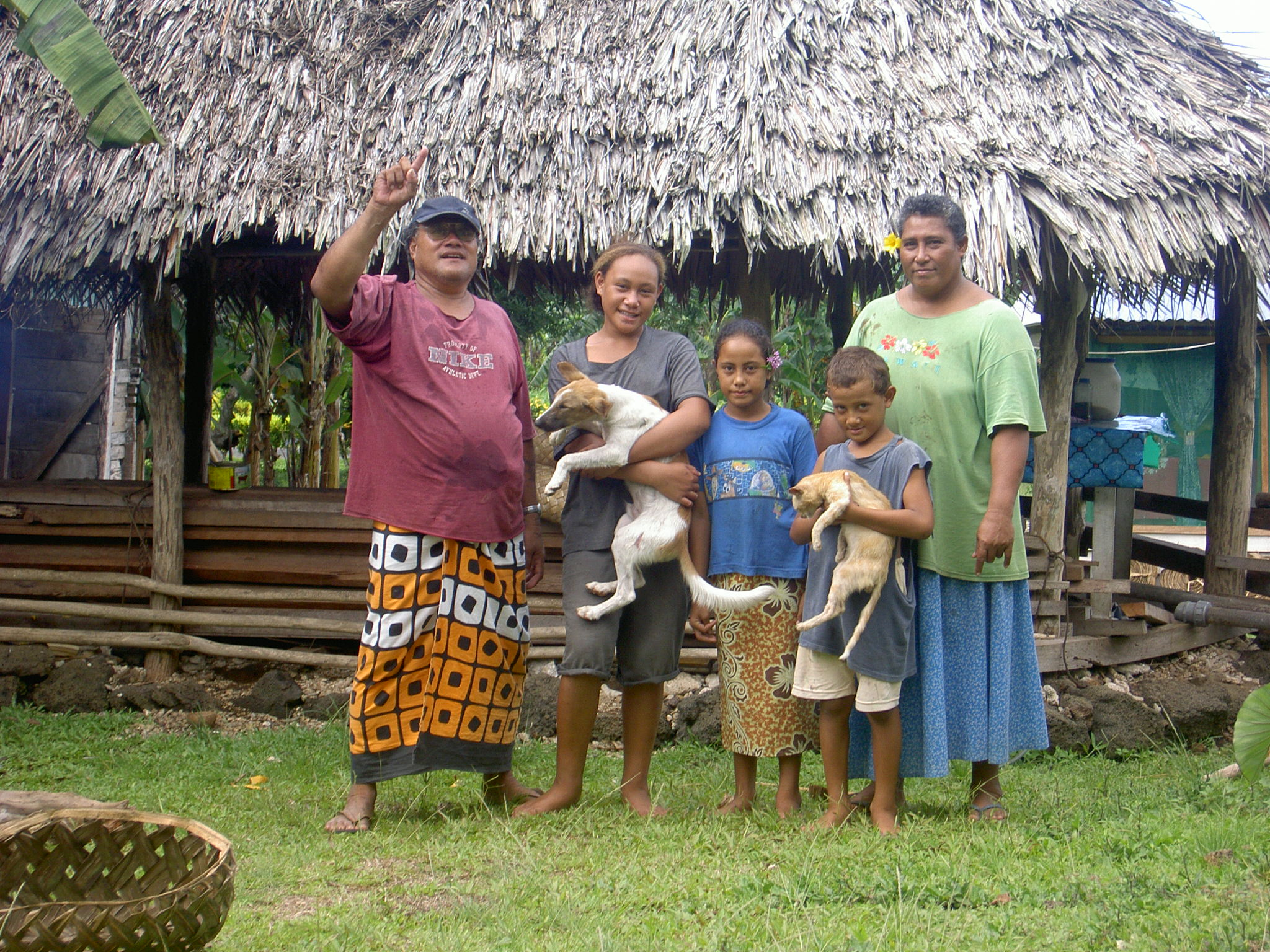
サモアの独立記念日。画像はサモアの1家族。

- 国際子供の日（ 世界）
1925年の「子どもの福祉世界会議」で、6月1日が「国際子どもの日（International Children’s Day）」と定められたことに由来する。およそ40ヶ国が子どもの日と定めている。国連が国際デーに定めた「世界子どもの日」は11月20日。しかし、国連は加盟国や地域の事情にあわせて、子どもの日を制定するよう勧告しているため、国によって日付は異なる。例えば日本では、端午の節句に由来した5月5日が子どもの日だが、アメリカやイギリス、フランスなどでは、特に子どもの日を制定していない[24]。
- 世界牛乳の日 (World Milk Day)（ 世界）、牛乳の日（ 日本）
国際連合食糧農業機関が2001年にWorld Milk Dayを制定したのを受け、社団法人日本酪農乳業協会が2007年に牛乳の日を定めた。なお、那須塩原市畜産振興会は2007年より、9月2日を牛乳の日としている[25]。
- マリリン・モンローの日（ アメリカ合衆国）
ロサンゼルス市とハリウッド商工会議所が1992年に制定。1926年のマリリン・モンローの誕生日を記念。
- TUBE DAY（ アメリカ合衆国 ハワイ）
- 独立記念日（ サモア）
- マダラカデー（ ケニア）
1963年のこの日に自治権を獲得したことを記念。同年12月にイギリスから独立。
- 大統領の日（ パラオ）

### 日本

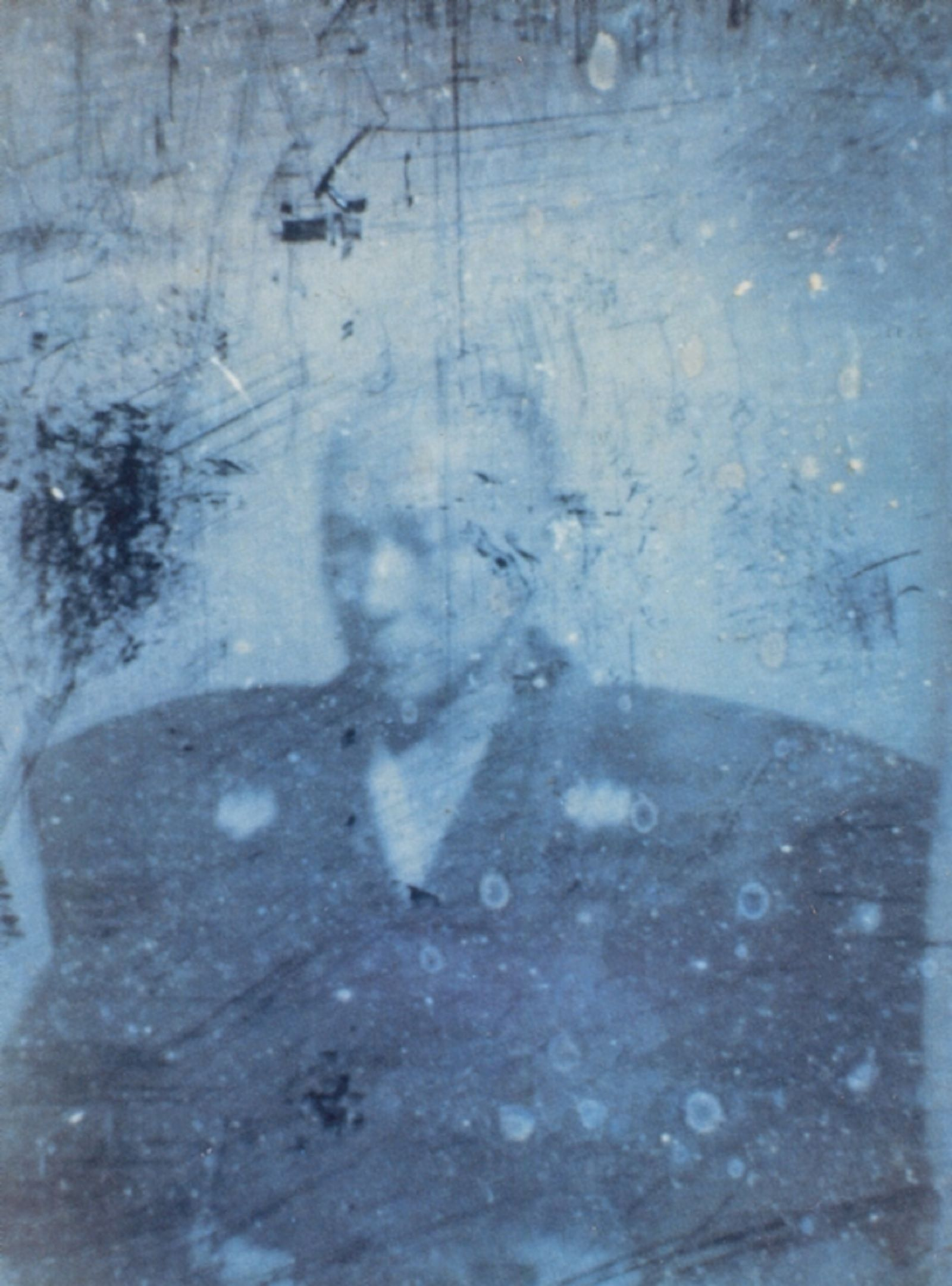
写真の日。画像は1857年に撮影された島津斉彬の写真（ダゲレオタイプ）。

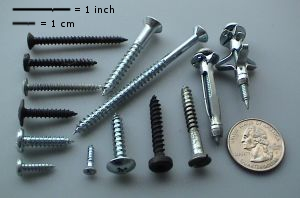
ねじの日。工業標準化法の公布(1949)を記念。

- 衣替え（ 日本）
- 真珠の日（ 日本）
日本真珠振興会が制定。6月の誕生石が真珠であることからその1日目を記念日とした。
- 水道週間（ 日本）6月7日まで
- がけ崩れ防災週間（ 日本）6月7日まで
- 気象記念日（ 日本）
1875年（明治8年）6月1日に東京気象台（現在の気象庁）が気象観測を始めたことを記念して、東京気象台が1884年（明治17年）に制定。
  - バッジの日（ 日本）
「気象記念日」の「気象」を「徽章」にかけたもの。
- NHK国際放送記念日（ 日本）
1935年（昭和10年）6月1日に、社団法人日本放送協会が短波による海外向けラジオ放送ラジオ日本の本放送を開始した。
- 電波の日（ 日本）
1950年（昭和25年）6月1日に電波三法が施行されたことを記念して、1951年（昭和26年）に制定。
- 写真の日（ 日本）
日本写真協会が1951年に制定。1841年（天保12年）6月1日に上野俊之丞が薩摩藩主島津斉彬を撮影し、俊之丞の息子・上野彦馬の口述による記事「日本写真の起源」を元に、これが日本初の写真撮影であるとしてこの日が記念日とされた。後の研究で、それより以前にも写真撮影が行われていたことがわかっている。
  - チーズの日（ 日本）
「写真の日」であることから、写真を撮る時の掛け声「はいチーズ」にかけたもの。
- 善意の日（ 日本  兵庫県）
1964年（昭和39年）6月1日に兵庫県善意銀行の設立1周年を記念して制定した。
- 氷の日（ 日本）
1985年（昭和60年）3月28日に日本冷凍事業協会の小野田正美副会長（当時）の発案により制定。江戸時代、旧暦の6月1日に加賀藩が将軍家に氷を献上し「氷室の日」として祝っていたことから[26]。
- ねじの日（ 日本）
ねじ商工連盟が1976年（昭和51年）に制定。1949年（昭和24年）6月1日にJIS規格の基本法である工業標準化法（現：産業標準化法）が公布されたことを記念[27]。
- 人権擁護委員の日（ 日本）
全国人権擁護委員連合会が1982年（昭和62年）に制定。1981年（昭和56年）6月1日に人権擁護委員法が施行されたことを記念[28]。
- 麦茶の日（ 日本）
日本麦茶工業協同組合が1986年（昭和61年）に制定。6月は麦茶の原料である大麦の収穫始めであり、その1日目を記念日とした[29]。
- 梅肉エキスの日（ 日本）
大阪府摂津市の梅研究会が1987年（昭和62年）に制定。梅の実が熟す最初の日と言われていることから。これとは別に6月6日が梅の日となっている[30]。
- チューインガムの日（ 日本）
日本チューインガム協会が1994年（平成6年）に制定。平安時代、元日と6月1日に餅などの固いものを食べて健康を祈る歯固めの儀式があったことから。
- 景観の日（ 日本）
日本の景観を良くする国民大会で6月1日を景観の日とすると決議されたことを踏まえ、2005年に国土交通省、農林水産省、環境省が制定[31]。
- 鮎の日（ 日本）
2014年（平成26年）に全国鮎養殖漁業組合連合会[32]が制定。日本古来の和食文化を代表する鮎の火を消さないために、多くの消費者の方に呼びかけることが目的。また、上品で淡泊な味わいから「清流の女王」とも呼ばれている日本固有の魚で、独特な香りがすることから「香魚」とも呼ばれる鮎の美味しさをより多くの人に知ってもらうことも目的のひとつ。日付は、昔から鮎の本格的な旬を迎えるのが6月とされていることから。また、全国的に鮎漁の解禁日が6月1日とされていることから[33]。
- 探偵業の日 ( 日本)
探偵業の日制定委員会が2021年（令和3年）に制定。探偵業の業務の適正化に関する法律の施行日を探偵業の日と定めた。